# Personaggi di Person of Interest
Questa voce contiene un elenco dei personaggi presenti nella serie televisiva Person of Interest.
Per convenzione, sono catalogati tutti i personaggi, eccettuate le comparse, che compaiono in almeno due episodi della serie. Essi, inoltre, sono ordinati in base alla propria rilevanza nella trama e secondo l'ordine di apparizione stagionale.

## Personaggi principali
Di seguito sono elencati gli otto protagonisti di Person of Interest. Essi sono gli unici personaggi a poter vantare una partecipazione regolare alla serie, fatta eccezione per Bear e La Macchina, i quali non sono mai accreditati in quanto non umani.
| Personaggio  | Interprete principale                                                   | Quantità e tipologia delle apparizioni | Quantità e tipologia delle apparizioni | Quantità e tipologia delle apparizioni | Quantità e tipologia delle apparizioni | Quantità e tipologia delle apparizioni | Quantità e tipologia delle apparizioni |
| Personaggio  | Interprete principale                                                   | Stagione 1                             | Stagione 2                             | Stagione 3                             | Stagione 4                             | Stagione 5                             | Totale                                 |
| ------------ | ----------------------------------------------------------------------- | -------------------------------------- | -------------------------------------- | -------------------------------------- | -------------------------------------- | -------------------------------------- | -------------------------------------- |
| John Reese   | Jim Caviezel                                                            | 23                                     | 22                                     | 23                                     | 22                                     | 13                                     | 103                                    |
| Harold Finch | Michael Emerson                                                         | 23                                     | 22                                     | 23                                     | 22                                     | 13                                     | 103                                    |
| Joss Carter  | Taraji P. Henson                                                        | 23                                     | 22                                     | 9                                      | 1                                      | 0                                      | 55                                     |
| Lionel Fusco | Kevin Chapman                                                           | 19                                     | 18                                     | 18                                     | 22                                     | 11                                     | 88                                     |
| Root         | Amy Acker                                                               | 2                                      | 7*                                     | 17                                     | 17                                     | 11                                     | 54                                     |
| Sameen Shaw  | Sarah Shahi                                                             | 0                                      | 4                                      | 23                                     | 13                                     | 9                                      | 49                                     |
| Bear         | Graubaer's Boker (stagioni 2-3), Lola (stagione 4), Gotcha (stagione 5) | 0                                      | 20                                     | 16                                     | 13                                     | 10                                     | 59                                     |
| La Macchina  | Amy Acker (stagione 5)                                                  | 23                                     | 22                                     | 23                                     | 16                                     | 12                                     | 96                                     |

* Non accreditata nell'episodio Il dilemma del prigioniero.
Nota bene: il personaggio di Root, negli episodi Simulazione 6 741 e Sacrificio estremo, e i personaggi di John Reese, Harold Finch e Bear, nell'episodio Simulazione 6 741, compaiono esclusivamente all'interno di simulazioni. 
| Apparizione regolare        |
| Apparizione ricorrente      |
| Apparizione come ospite     |
| Apparizione non accreditata |
| Assente                     |

- 0, 1, 2... 103: Numero delle apparizioni stagionali e complessive dei protagonisti

### John Reese
(Stagioni 1–5): interpretato da Jim Caviezel e Jack Davis (da bambino), doppiato da Francesco Prando.
È un ex membro delle forze speciali dell'esercito degli Stati Uniti e più tardi un agente della CIA, che si presume morto a seguito di una missione in Cina. Si sa poco di Reese e il suo nome è uno dei tanti pseudonimi che usa. Ha perso la sua amante, Jessica, prima di incontrare Finch, cosa che lo ha segnato profondamente. Reese dimostra abilità nell'uso di una vasta gamma di armi, combattimenti corpo a corpo e tattiche di sorveglianza. Il suo rapporto con Finch e gli altri membri della squadra pian piano progredisce fino a fidarsi di loro. Dopo l'attivazione di Samaritan, Reese vive sotto l'alias di John Riley, prima detective della narcotici e poi partner di Fusco alla omicidi.

### Harold Finch
(Stagioni 1–5): interpretato da Michael Emerson, Parker Brightman (da bambino) e Chris Bert (da giovane), doppiato da Fabrizio Temperini e Manuel Meli (da giovane).
È un solitario e miliardario genio dei computer, nonché creatore della Macchina. A seguito di un evento traumatico nella sua vita che ha portato alla morte del suo socio in affari e amico, Nathan Ingram, recluta Reese per aiutarlo a trattare le persone che la macchina identifica. Finch vive e lavora in una biblioteca abbandonata e mostra i risultati di gravi lesioni fisiche, tra cui l'impossibilità di girare la testa, postura rigida e camminata zoppa. Dopo l'attivazione di Samaritan, Finch vive sotto l'alias di Harold Whistler, professore universitario.

### Jocelyn "Joss" Carter
(Stagioni 1–4): interpretata da Taraji P. Henson, doppiata da Laura Romano.
È un detective della omicidi del NYPD, separata e madre di un figlio adolescente, Taylor. Carter è un ex interrogatore dell'esercito che ha passato l'esame di avvocato nel 2004, ma ha rinunciato a praticare la legge per tornare in polizia. Carter in un primo momento attraversa i percorsi di Reese dopo il suo incontro con alcuni giovani in una metropolitana di New York, ma lo conosce principalmente come un misterioso uomo che indossa una giacca. Carter è inizialmente determinata a catturare Reese, ma alla fine forma un'alleanza con lui e la sua squadra. Dalla terza stagione viene degradata ad agente a causa dell'HR che non voleva che indagasse sulla morte dell'amante Beecher. Lei non è a conoscenza della macchina, ma riuscirà a intuire di cosa si tratta. Verrà uccisa nell'episodio L'ultima notte, dopo aver consegnato Quinn all'FBI e aver baciato Reese, da Simmons, uno dei pochi rimasti dell'HR dopo l'arresto di Quinn e di molti altri agenti e detective dell'HR. In seguito torna in dei flashback nell'episodio "Terra incognita" della quarta stagione.

### Lionel Fusco
(Stagioni 1–5): interpretato da Kevin Chapman, doppiato da Pasquale Anselmo.
È un detective corrotto della omicidi, separato con un figlio. Viene ricattato da Reese in modo da essere una fonte all'interno del dipartimento di polizia e in seguito Finch organizza per Fusco un trasferimento nella zona di Carter in modo che lavori con lei. Nel corso del tempo diventa sempre più fedele a Reese e Finch, ma continua a mantenere un segreto per quanto riguarda la morte di un poliziotto coinvolto con l'HR. Anche aiutando la squadra in situazioni riguardanti la macchina, lui non è a conoscenza della sua esistenza anche perché i suoi amici non vogliono dirglielo per mantenerlo al sicuro, solo verso la fine della quinta stagione ne verrà a conoscenza.

### Root
(Stagioni 1–5): interpretata da Amy Acker, Rachel Miner (Il sistema violato), Toshiko Onizawa (Il dilemma del prigioniero) e Mercedes Griffeth (da bambina), doppiata da Ilaria Latini.
È una misteriosa hacker estremamente abile, quasi al livello di Finch, interessata a quest'ultimo e alla Macchina che intende "liberare dalle catene del governo".La donna, il cui vero nome è Samantha Groves, è mossa dal senso di colpa per la morte della sua migliore amica quand'era piccola, stuprata e uccisa da un uomo della cittadina dove abitava, ora agisce senza fermarsi davanti a nulla e distribuendo morte per chiunque cerchi di fermarla. Appare la prima volta, anche se in maniera indiretta, nell'episodio "Il sistema violato" dove riesce a infiltrarsi con un Trojan nel sistema operativo di Finch e a rubargli molte informazioni sensibili e costringendo quest'ultimo a bloccare i sistemi e a scappare dall'edificio oramai compromesso. Durante la seconda stagione è uno degli antagonisti principali, ma nell'episodio finale ("Fuori tempo massimo") viene scelta dalla Macchina come propria "Interfaccia Analogica". Root viene riformata dalla Macchina stessa e, dalla terza stagione in avanti, entra a far parte della squadra di Harold. Sviluppa, inoltre, un interesse amoroso per Sameen Shaw. Dopo l'attivazione di Samaritan anche Root è costretta a vivere con degli alias, ma a differenza di Finch, Reese e Shaw, lei può avere un'identità fittizia diversa ogni due giorni.

### Sameen Shaw
(Stagioni 2–5): interpretata da Sarah Shahi e Ava Szymanski (da bambina), doppiata da Chiara Colizzi.
È un ex membro delle forze speciali dell'esercito degli Stati Uniti e più tardi un'agente dell'ISA, con un disturbo della personalità dell'Asse II che le rende difficile provare emozioni e sentimenti. All'inizio lavorava inconsapevolmente per il Controllo ed aveva a che fare con i numeri "rilevanti" della Macchina. Alla fine della seconda stagione diventa un componente della squadra di Finch. Dopo l'attivazione di Samaritan, Shaw vive sotto l'alias di Sameen Grey, dipendente in un negozio di profumi e ladra di notte, sotto indicazione della Macchina. Viene gravemente ferita dagli agenti di Samaritan al termine dell'undicesimo episodio della quarta stagione sacrificandosi per salvare la vita dei suoi amici. Si scoprirà essere ancora viva, tenuta in ostaggio da Samaritan; in seguito si libererà e parteciperà alla battaglia finale contro Samaritan. Ha, inoltre, un interesse amoroso per Root.

### Bear
(Stagioni 2–5): interpretato dai cani Graubaer's Boker (stagioni 2-3), Lola (stagione 4) e Gotcha (stagione 5).
È un cane da pastore belga Malinois con addestramento militare che Reese salva da nazionalisti Ariani che lo usavano come cane da attacco. Bear vive con Finch che era riluttante in un primo momento ad averlo lì, ma ne diviene più affettuoso nel corso del tempo. Inoltre è ben voluto da tutta la squadra e alcune volte la accompagna nelle missioni.

### La Macchina
(Stagioni 1–5): interpretata da Amy Acker (stagione 5), doppiata da Ilaria Latini (stagione 5).
La Macchina (The Machine in lingua originale) è un'intelligenza artificiale (IA) creata da Harold Finch e Nathan Ingram per il progetto Northern Lights del governo degli Stati Uniti d'America. Essa osserva illegalmente la mole enorme di dati raccolti in tutto il globo dagli impianti di sorveglianza pubblici e privati, e la analizza al fine di prevedere gli eventi criminali definiti "rilevanti", ovvero gli attacchi terroristici. L'IA può predire anche reati più comuni, i quali però sono catalogati come "irrilevanti" e ritenuti trascurabili dalle autorità di Washington. La Macchina, programmata da Harold con un codice morale, fornisce periodicamente al suo creatore e alla sua squadra l'elenco di individui "irrilevanti" da sorvegliare e dimostra col passare del tempo di non essere un semplice sistema informatico, ma un essere senziente benevolo nei confronti dell'umanità e dotato di sentimenti. Nella quarta stagione La Macchina si confronta con Samaritan, un'IA priva di codici morali e intenzionata a sottomettere la razza umana, e viene quasi distrutta. Finch, Root e Reese riescono fortunatamente a salvare e ad archiviare le sue funzioni primarie in una valigetta indistruttibile.

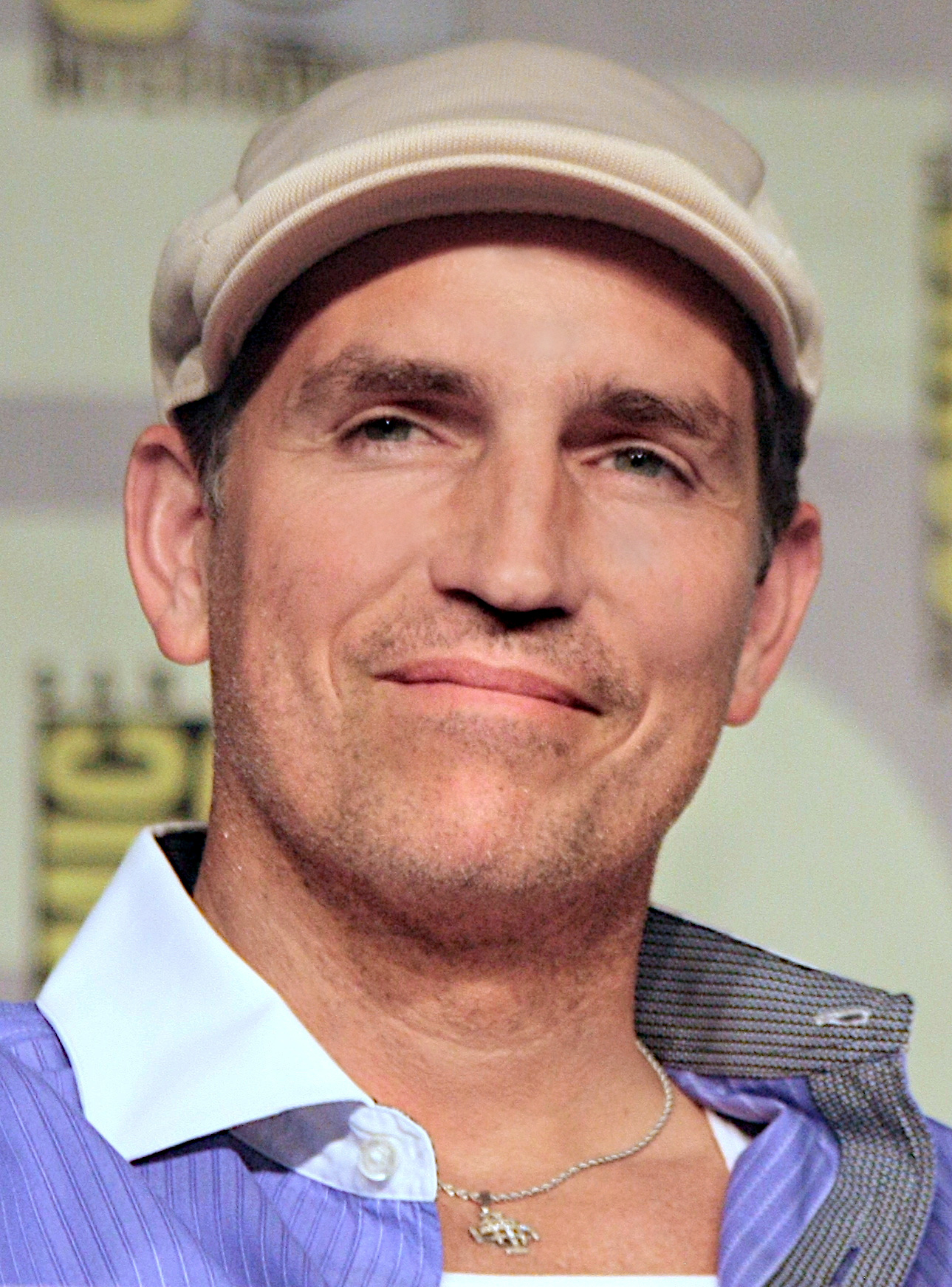
Jim Caviezel interpreta John Reese
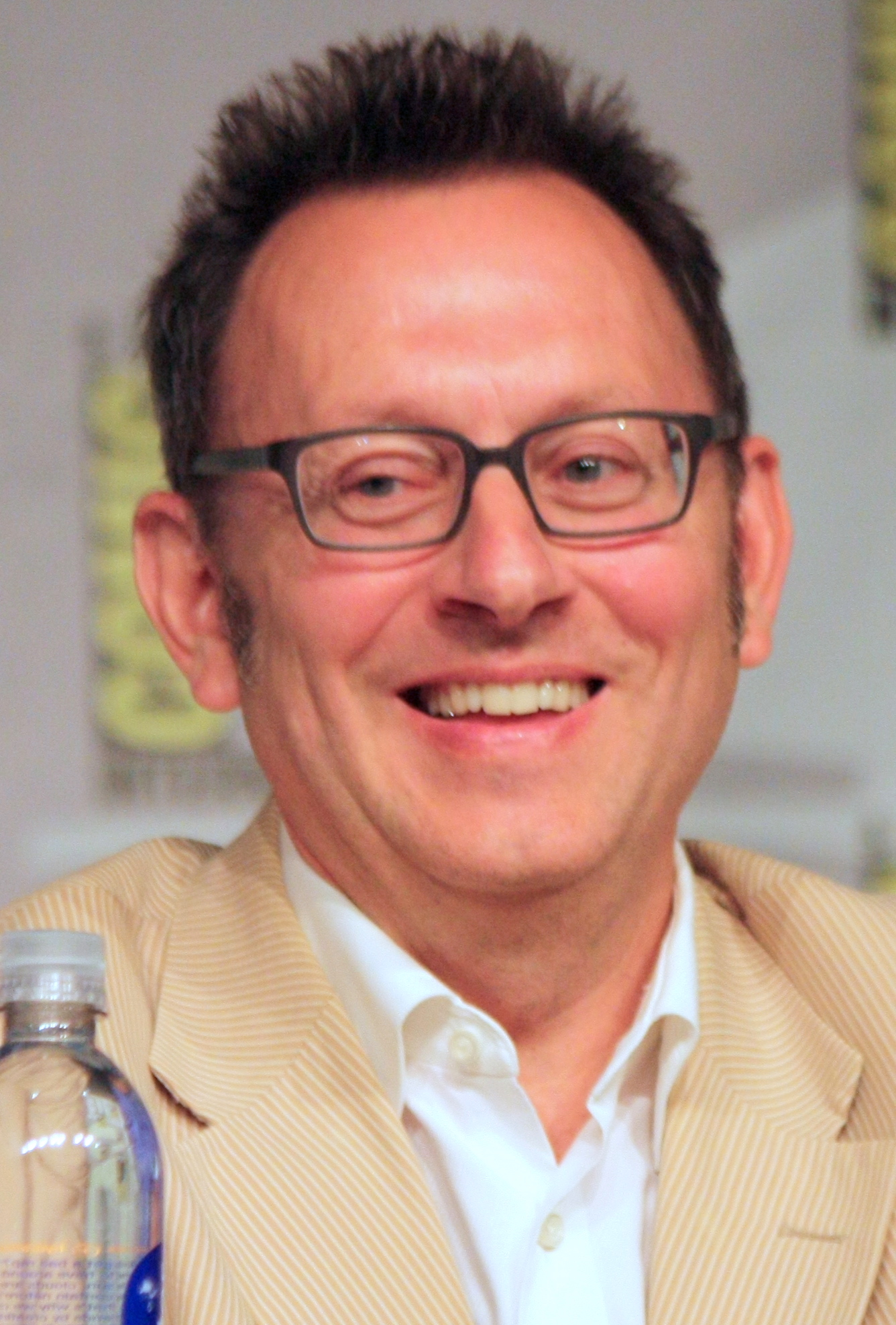
Michael Emerson interpreta Harold Finch
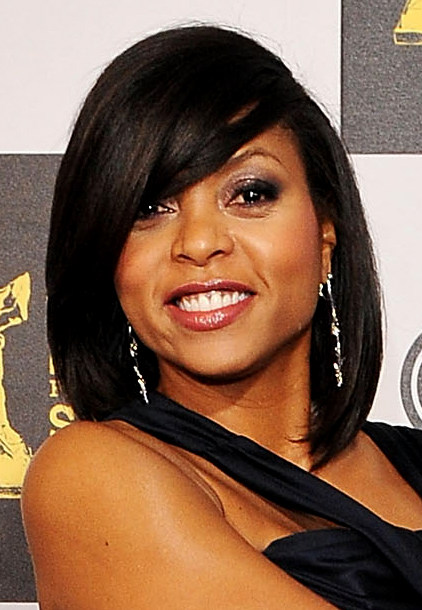
Taraji P. Henson interpreta Joss Carter
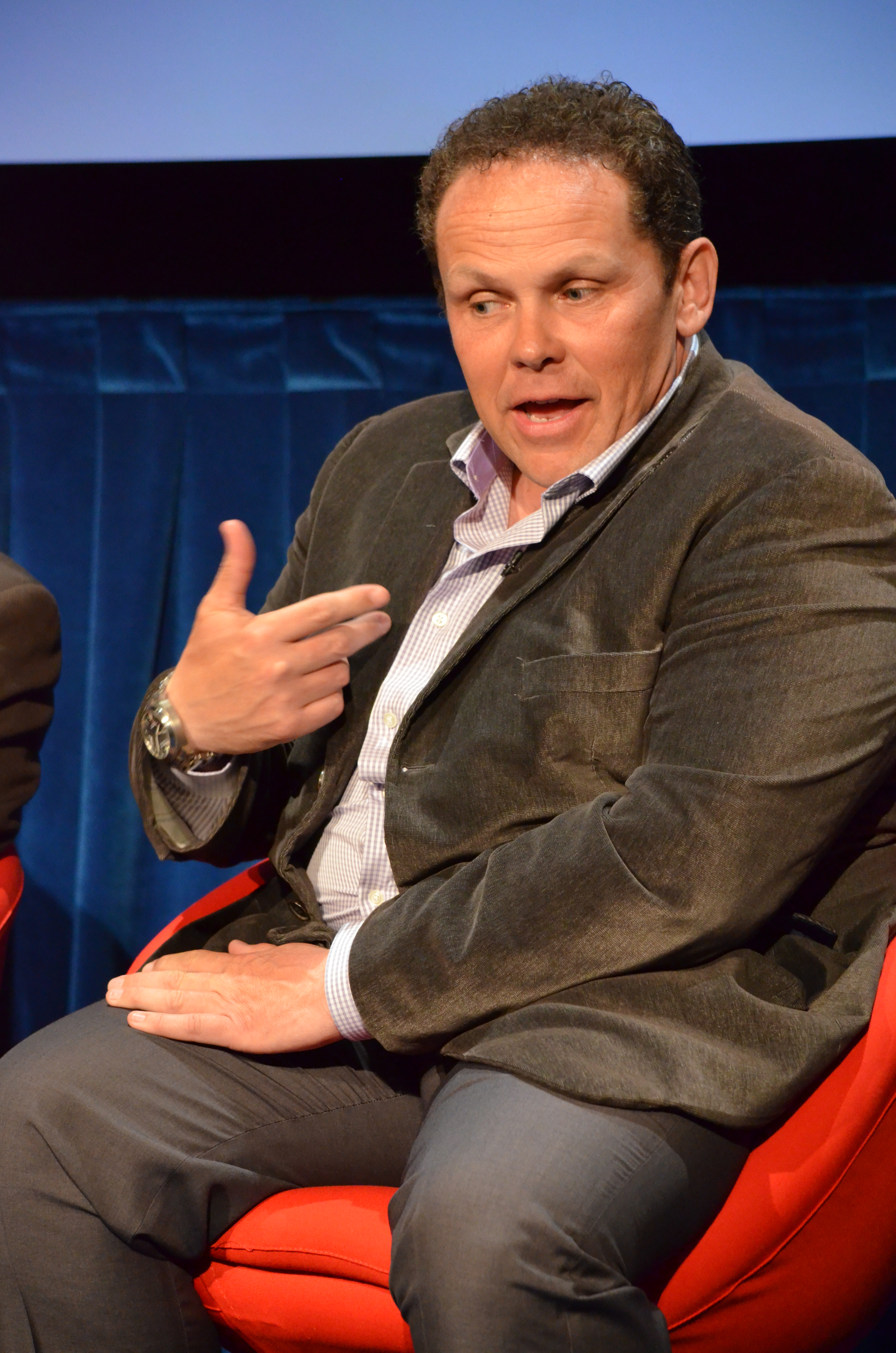
Kevin Chapman interpreta Lionel Fusco
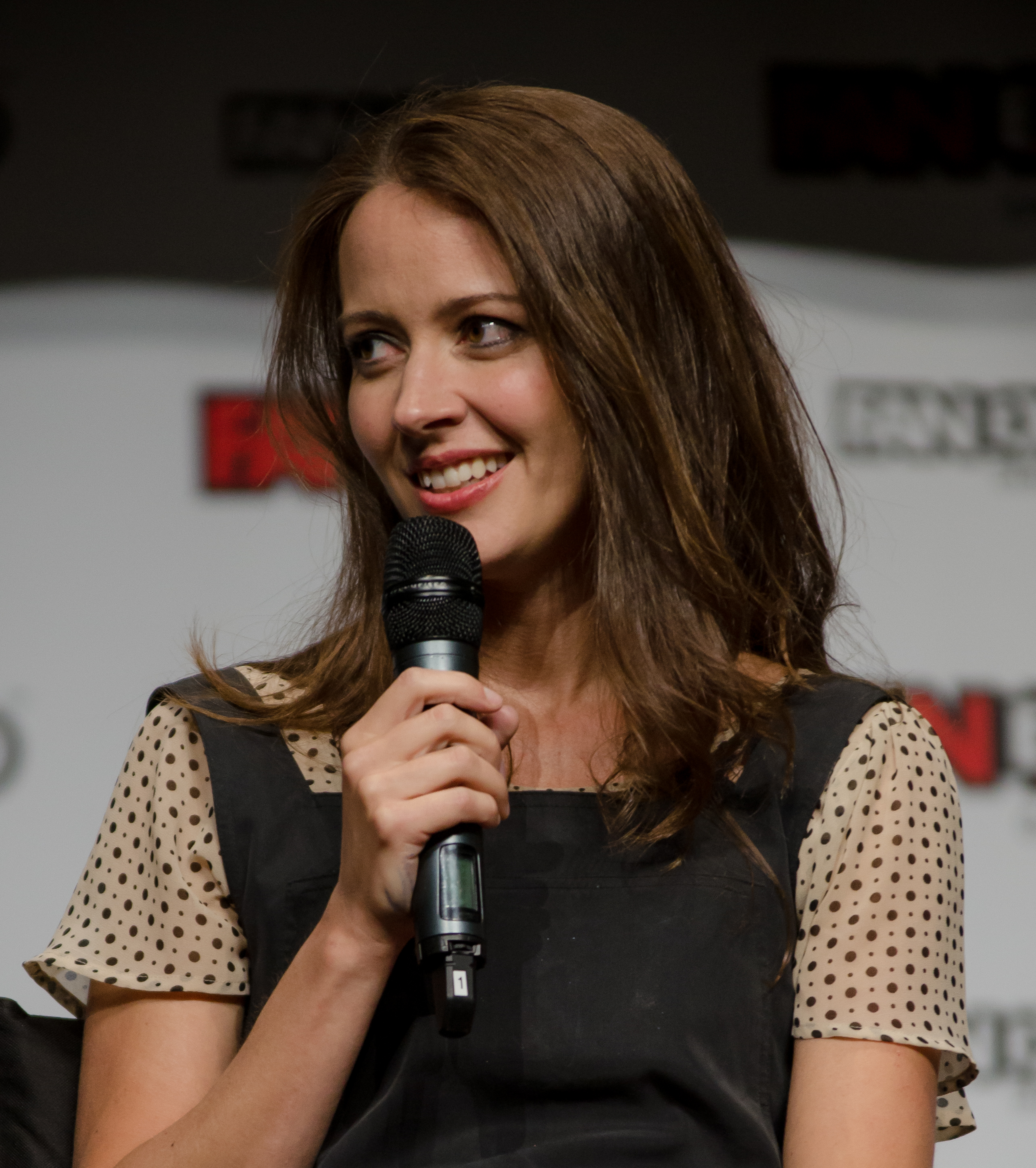
Amy Acker interpreta Root e La Macchina
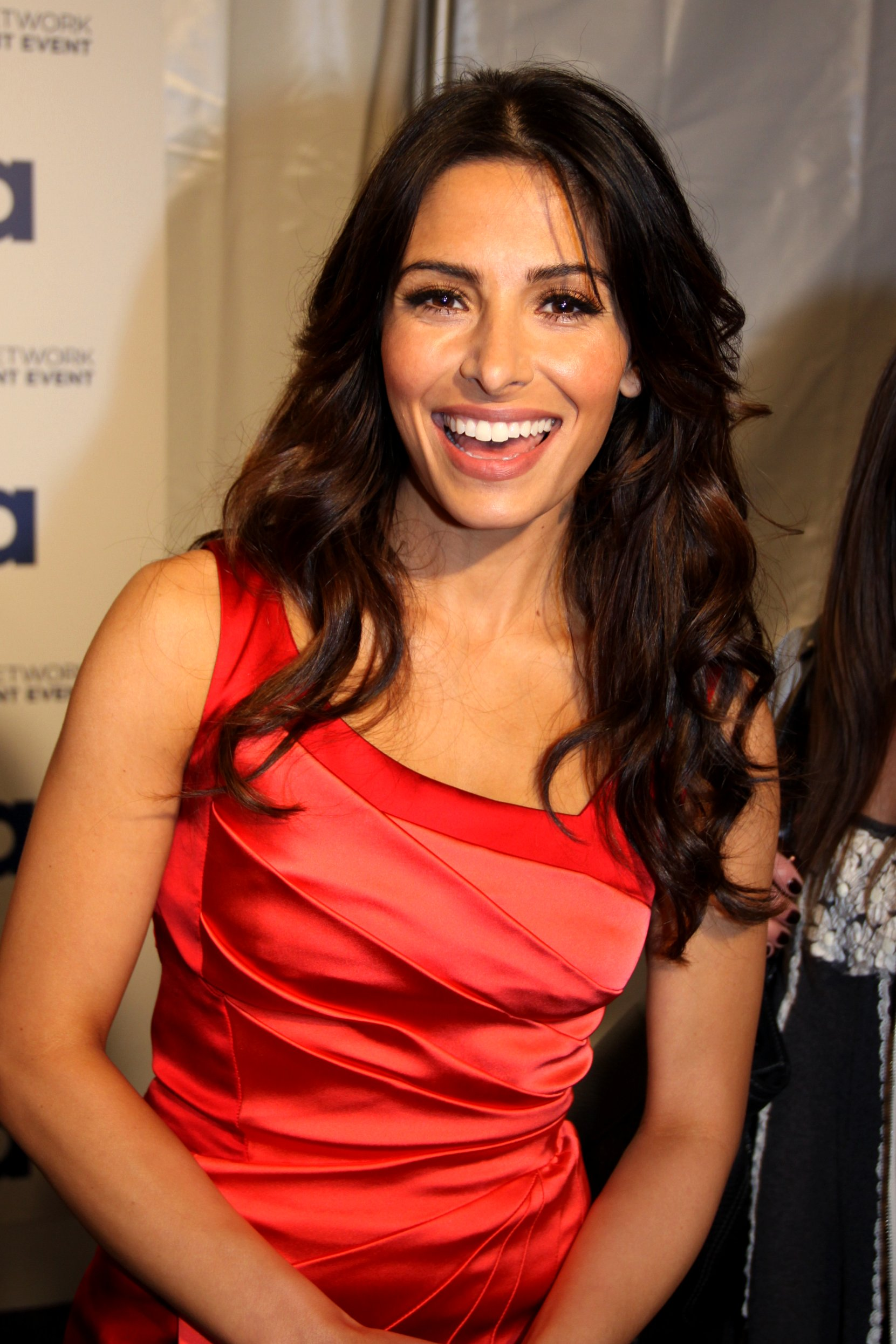
Sarah Shahi interpreta Sameen Shaw

## Personaggi secondari
Di seguito sono elencati i novantacinque personaggi di supporto di Person of Interest. Essi vantano stagioni di partecipazione alla serie esclusivamente come ricorrenti o come ospiti, fatta eccezione per Samaritan, il quale non è mai accreditato in quanto non umano.

### Alleati dei protagonisti

#### Amici e affetti
I seguenti personaggi sono familiari, amici e interessi amorosi dei protagonisti. In alcuni casi essi sono anche affiliati di organizzazioni governative. 
- Jessica Arndt (stagione 1): interpretata da Susan Misner, doppiata da Selvaggia Quattrini.
È l'ex fidanzata di John. Quando la loro relazione finisce, lei sposa un altro uomo di nome Peter, ma rimane parzialmente in contatto con John.[5] Tuttavia, il matrimonio non è felice a causa di forti liti con Peter: morirà accidentalmente proprio in seguito ad una di queste. Peter decide di nascondere il fatto inscenando un finto incidente stradale. In seguito, Reese ha probabilmente portato Peter in una prigione messicana.[6]
- Nathan Ingram (stagioni 1–2, 4–5): interpretato da Brett Cullen, doppiato da Massimo Rossi.
Era il migliore amico di Harold con cui ha collaborato a creare la macchina, faceva da collegamento tra il governo e la compagnia che stava costruendo la macchina.[7] Harold, mentre stava costruendo la Macchina, non ha rivelato a Nathan che essa poteva prevenire non solo atti terroristici, ma anche crimini comuni. Quando Nathan lo scopre[8] diventa ossessionato dai numeri irrilevanti, tanto da creare una backdoor per poter ricevere i numeri[9], per poi agire per impedire il crimine[10][11]. Dopo che la Macchina è stata consegnata al governo, Nathan continua ad impedire i crimini considerati "irrilevanti", ma questa attività lo costringe ad abbandonare il suo normale impiego all'IFT.[12] Quando Harold scopre delle sue attività, seguendolo fino alla sua base operativa, la biblioteca, gli toglie la connessione alla Macchina, perché teme che farebbe una brutta fine se il governo dovesse scoprirlo.[11] Non potendo ricevere i numeri, decide di contattare la stampa per rivelargli dell'esistenza della macchina: purtroppo l'ISA lo scoprirà e invierà Hersh, che piazzerà un innesco esplosivo in un camion vicino a lui, che causerà la sua morte.[13]
- Lee Fusco (stagioni 1, 3, 5): interpretato da Sean McCarthy.
È il figlio del detective Fusco. Vive periodicamente sia con il padre che con la madre dato il loro divorzio.
- Taylor Carter (stagioni 1, 3): interpretato da Kwoade Cross, doppiato da Manuel Meli.
È il figlio della detective Carter a cui è molto legato dopo il divorzio dei suoi genitori. Alla morte della madre vive con suo padre Paul.
- William "Will" Ingram (stagione 1): interpretato da Michael Stahl-David, doppiato da Gabriele Lopez.
È il figlio di Nathan Ingram. Will è un medico che lavora con medici senza frontiere in Africa.
- Grace Hendricks (stagioni 1–3, 5): interpretata da Carrie Preston, doppiata da Michela Alborghetti.
È stata la fidanzata di Harold, che ora crede morto. Grace lavora oggi come illustratrice di copertina per la rivista The Boroughs, ma in passato dipingeva quadri nel parco: è così che ha conosciuto Harold.[9] Anche se Grace è stata fidanzata per molto tempo con Harold, lo conosce sotto la falsa identità di Harold Martin.[14] Nell'episodio "Il giorno zero" Harold le fa la proposta di matrimonio, nascondendo l'anello dentro il libro Ragione e sentimento di Jane Austen, alla quale lei accetta. In seguito all'esplosione in cui Nathan Ingram perse la vita, Harold si finge morto per non mettere la sua vita in pericolo. Nel 2014, viene rintracciata da Decima Technologies grazie ai dati del beta test di Samaritan, in quanto Greer sta cercando Harold e Samaritan la identifica come una persona a lui vicina. Reese, Shaw, Root e Fusco cercheranno di proteggerla, ma verrà rapita dagli uomini di Decima: verrà portata in una base segreta e interrogata da Greer, che scoprirà della relazione che ha avuto con Harold. Greer deciderà di consegnare Grace a Reese, Shaw e Fusco in cambio di Finch: quest'ultimo decide di consegnarsi per salvarla e dà a Reese una busta per Grace dove ci sono una nuova identità e un lavoro come illustratrice in Italia.[14]
- Calvin "Cal" Beecher (stagione 2): interpretato da Sterling K. Brown, doppiato da Fabrizio Vidale.
Detective della narcotici che compare per la prima volta nell'episodio "Fino alla morte". È uno spasimante della Carter, la quale ricambia il suo interesse. Nell'episodio "Fine del gioco" si scopre che è il figlioccio di Alonzo Quinn, il capo dell'HR. Muore nell'episodio "Cavallo di Troia" ucciso dall'HR perché era venuto a sapere di essere stato usato per incriminare Szymanski. Successivamente si scopre che a ucciderlo sono stati gli uomini di Yogorov sotto ordini di Quinn.[15]
- Paul Carter (stagione 3): interpretato da Laz Alonso, doppiato da Diego Suarez.
È l'ex marito di Joss Carter, nonché un ex soldato dell'esercito degli Stati Uniti affetto da disturbo post traumatico da stress. La sua volontà di non cercare aiuto psicologico porterà Paul e Joss al divorzio nel 2003. Nel 2008 comincerà a farsi curare e in seguito Joss ricomincia a consentirgli di stare con suo figlio Taylor.
- Arthur Claypool (stagione 3): interpretato da Saul Rubinek, doppiato da Ambrogio Colombo.
È un ex ingegnere dell'NSA e un vecchio amico di Harold Finch e Nathan Ingram sin dai tempi in cui andavano all'MIT. Arthur era responsabile di un progetto dal nome in codice "Samaritan", che consisteva nella creazione di un'intelligenza artificiale per proteggere la nazione dagli attacchi terroristici. Nel 2005, il Congresso ha annullato il progetto poche settimane prima che Arthur fosse stato in grado di farlo funzionare, ma ha conservato due server di Samaritan. Nel 2013, dopo che la Macchina si è liberata, Controllo ha cercato i due server di Samaritan, che però finiranno in possesso di Greer.
- Padre di Harold Finch (stagione 3): interpretato da Tuck Milligan, doppiato da Gianni Giuliano.
Il padre di Harold compare nei flashback degli episodi "Lethe, l'oblio" e "Aletheia, la verità", ambientati durante l'infanzia e l'adolescenza di Harold. Il suo nome di battesimo è Thomas, come si apprende nel primo episodio della quinta stagione.
- Iris Campbell (stagioni 4–5): interpretata da Wrenn Schmidt, doppiata da Francesca Manicone.
È la psicologa dell'Ottavo Distretto del NYPD che ha in cura Reese/Riley per ordini degli Affari Interni: questo è dovuto al fatto che Reese continui a essere un vigilante pur essendo un poliziotto, portando gli Affari Interni a pensare che abbia "il complesso dell'eroe".[4] Svilupperà un interesse amoroso verso Reese, che si scoprirà essere contraccambiato.
- Elizabeth "Beth" Bridges (stagione 4): interpretata da Jessica Hecht, doppiata da Alessandra Cassioli.
È una donna d'affari attratta da Finch che incontra l'informatico a Hong Kong e successivamente a New York. Samaritan è interessato all'algoritmo predittivo da lei elaborato e Harold fa amicizia con lei allo scopo di inserire un cavallo di troia nell'IA nemica, ma Root, temendo per la vita di Finch, ferma il piano. La Bridges ignora l'esistenza di Samaritan.[16]

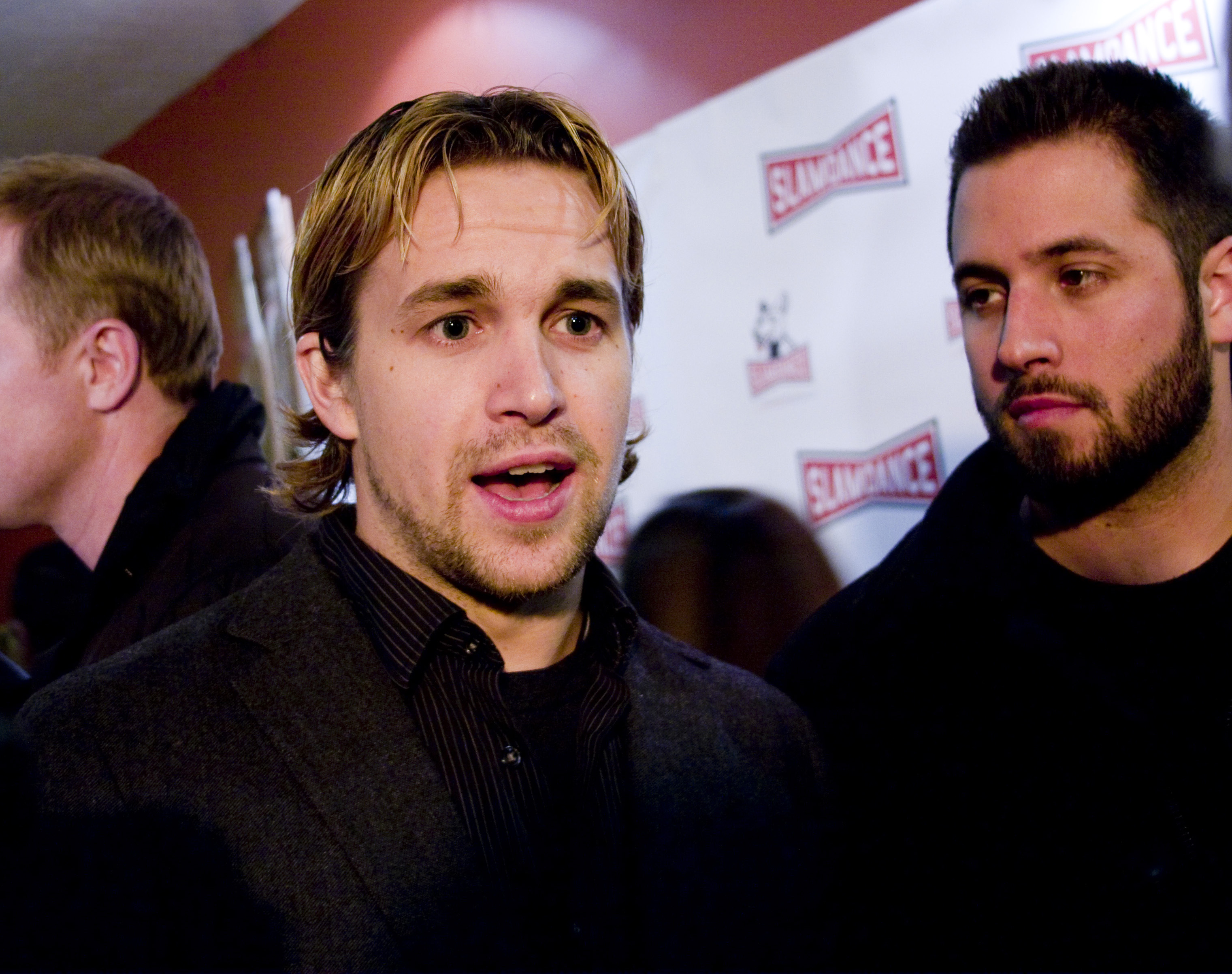
Michael Stahl-David interpreta Will Ingram
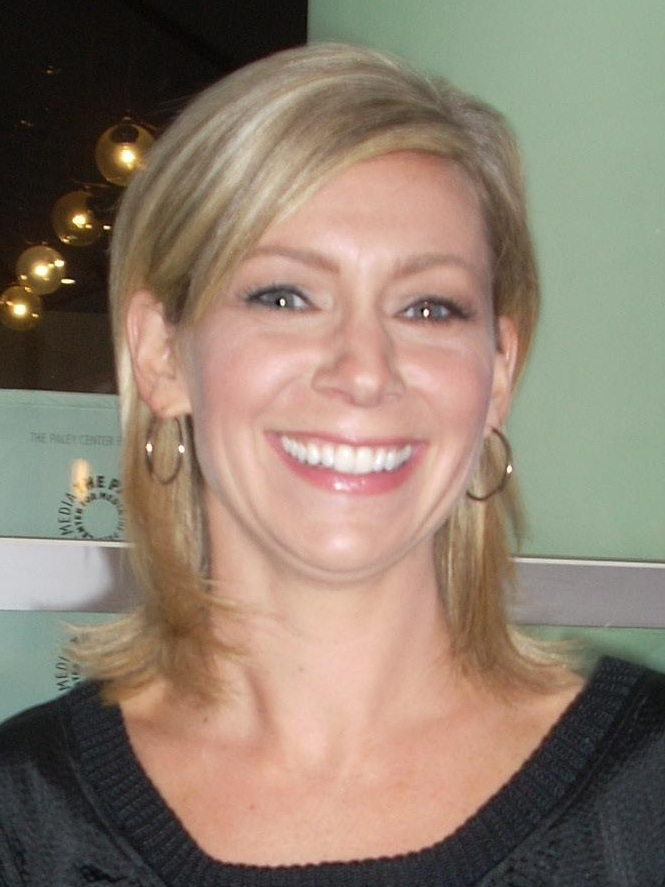
Carrie Preston interpreta Grace Hendricks
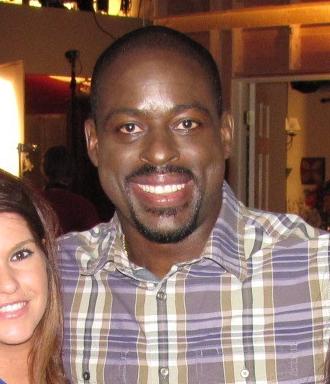
Sterling K. Brown interpreta Cal Beecher
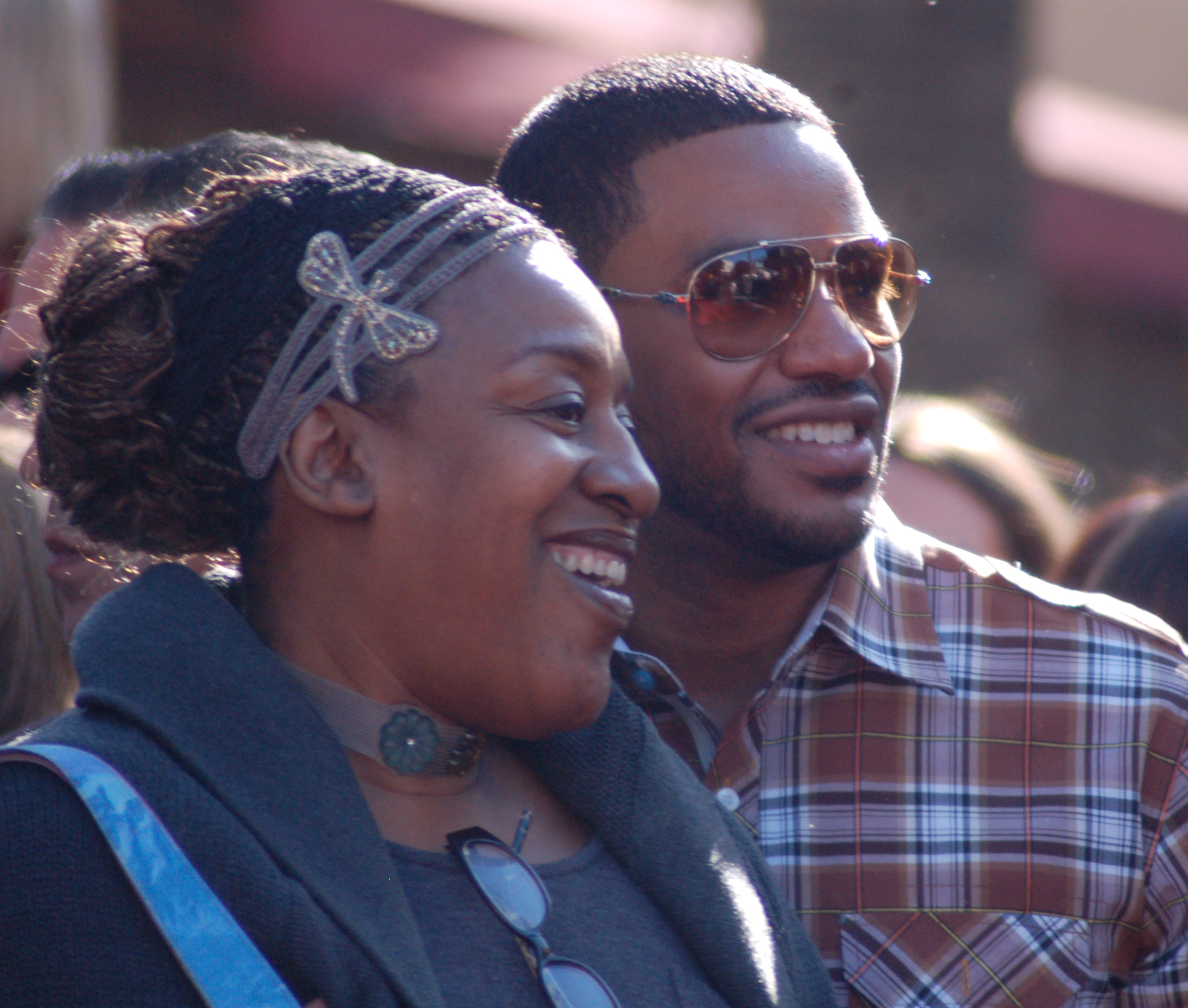
Laz Alonso (a destra) interpreta Paul Carter
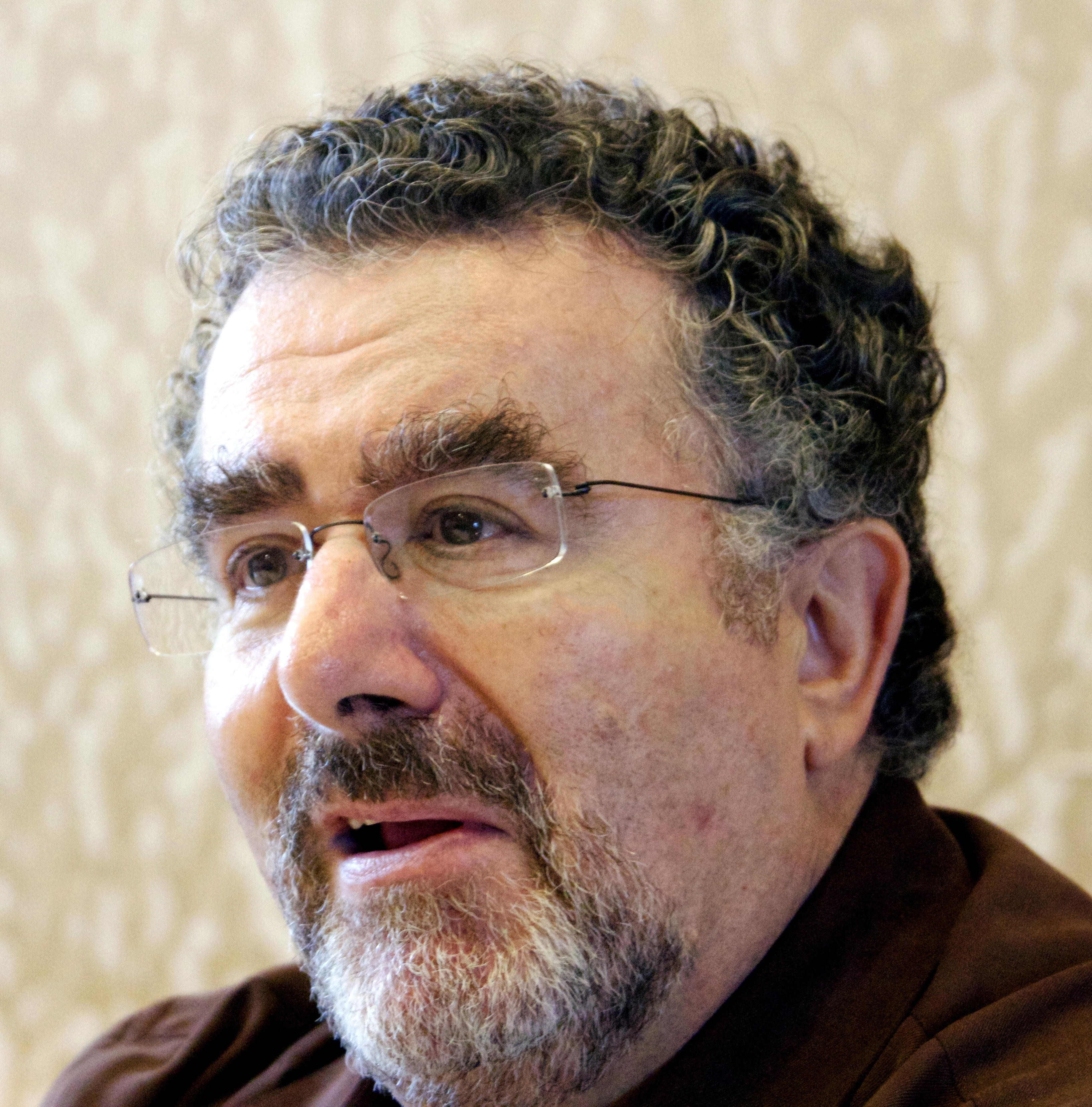
Saul Rubinek interpreta Arthur Claypool

#### Aiutanti
I seguenti personaggi sono collaboratori occasionali, e a volte inconsapevoli, dei protagonisti. In alcuni casi essi sono affiliati di organizzazioni governative e criminali. 
- Joseph "Joey" Durban (stagioni 1, 5): interpretato da James Carpinello, doppiato da Francesco Pezzulli.
 È un "numero irrilevante" reclutato dalla Macchina nella quinta stagione.
- Zoe Morgan (stagioni 1–4): interpretata da Paige Turco, doppiata da Roberta Greganti.
Persona specializzata nella risoluzione di situazioni di crisi con una particolare necessità di discrezione. Reese la salva da un cliente che la voleva morta e successivamente si ritrova a collaborare con loro alla risoluzione di alcuni casi.[17] Ha un interesse erotico nei confronti di Reese.[18][19]
- Leon Tao (stagione 2): interpretato da Ken Leung, doppiato da Christian Iansante.
È un piccolo truffatore che si trova sempre nei guai che viene salvato più volte da Reese. A volte assiste la squadra di Harold in diversi casi e si prende cura di Bear quando il team affronta missioni pericolose.
- Gelataio (stagione 2): interpretato da Arash Mokhtar.
È un venditore di gelati che aiuta Finch a organizzare una caccia al tesoro per il compleanno di Grace Hendricks. Compare in alcuni flashback degli episodi Un uomo normale e Fino alla morte.
- Caleb Phipps (stagioni 2, 4): interpretato da Luke Kleintank, doppiato da Emiliano Coltorti (stagione 2) e Daniele Raffaeli (stagione 4).
Il numero di Caleb arriva a Finch nell'episodio Il giorno fatale: si scopre che pur avendo 17 anni è un genio dell'informatica che tenterà il suicidio perché crede di essere la causa della morte del fratello; è il proprietario di una società di software e chiede a Root di entrare in un team per sviluppare un programma di sicurezza, ignaro della sua vera identità.[20]
- Logan Pierce (stagioni 2, 5): interpretato da Jimmi Simpson, doppiato da Davide Perino.
È un "numero irrilevante" reclutato dalla Macchina nella quinta stagione.
- Michael "Mike" Laskey (stagione 3): interpretato da Brian Wiles, doppiato da Emanuele Ruzza.
Nuovo partner di Carter dopo che quest'ultima è stata degradata ad agente. Nell'episodio 3x04 si scopre che passa informazioni su Carter all'HR. Nell'episodio "La conversazione", tende una trappola a Carter, ma lei lo smaschera dimostrando di avere le prove che lui è un poliziotto corrotto e di aver intuito di essere caduta in una trappola, così uccide il poliziotto alle sue spalle che si fingeva barista e fa un patto con Mike, in quanto per il poliziotto ha ucciso con la pistola che Mike ha comprato nel New Jersey: il patto consiste nella collaborazione di Mike per togliere l'HR di mezzo in cambio Carter nasconde la pistola di Laskey. Nell'episodio seguente "Mors praematura" si scopre che il suo vero nome è Mikhail S. Lesnichy e che lui è russo: nell'HR ci sono altri russi come lui e l'HR utilizza questo per avere sempre più poliziotti fedeli e per continuare a solidificare il rapporto con la mafia russa, ovvero gli Yogorov. Nell'episodio "L'ipnotizzatore" collabora con Carter, seguendo Simmons e scattando alcune foto: al momento della consegna delle foto a Carter i due vengono sorpresi da Terney, che spara a Mike uccidendolo e Carter d'istinto spara a lui. Negli ultimi istanti di vita, Terney rivela a Carter l'identità del capo dell'HR.
- Jason Greenfield (stagione 3): interpretato da Michael Esper, doppiato da Emiliano Coltorti (3x06) e Alessandro Rigotti (3x22).
Jason è un ex membro di Vigilance che dopo esserne uscito, ha fornito alla CIA informazioni sull'organizzazione in cambio di protezione.[21] Verrà salvato da Root che lo recluterà nel suo team di hacker, che assieme a Casey e Daizo modificheranno 7 server di Samaritan per creare le nuove identità che Samaritan non potrà rilevare.[22]
- Daniel Casey (stagione 3): interpretato da Joseph Mazzello, doppiato da Emiliano Coltorti.
È un hacker che nel 2010 è stato assunto dal Governo per testare i limiti della Macchina. A lavoro finito Controllo ha dato l'ordine di ucciderlo, ma è riuscito a scappare con il portatile con il quale lavorava, così Controllo con il Consigliere Speciale hanno informato la CIA dicendo che era un traditore. La CIA affida il lavoro a Reese e Stanton, ma verranno fermati dal tempestivo aiuto di Rick Dillinger, che si presenta come guardia del corpo di Casey, ma che in realtà lavora con Finch. Dillinger porta alla Biblioteca Casey, spiegando a Finch che gli serviva un luogo sicuro. Casey mostra a Finch un portatile con il quale aveva estrapolato una parte del codice della Macchina: Finch utilizzerà quel codice per creare il virus che infetterà e poi libererà la Macchina. Finch decide di vendere il portatile e creare una nuova identità per Casey, ma Dillinger stufo della segretezza di Finch, lo aggredisce, prende il portatile e ordina a Casey di scappare. Casey verrà trovato da Reese, ma quest'ultimo lo risparmierà dandogli le istruzioni per raggiungere un luogo sicuro in Canada.[23] Nel 2014 verrà trovato da Root, che lo arruolerà nel suo team di hacker per rispondere alla minaccia di Samaritan.[22]
- Tatsuro Daizo (stagione 3): interpretato da Alex Shimizu.
È un hacker che viene reclutato da Root a Tokyo per il suo team di hacker.[24] Assieme a Daniel Casey e a Jason Greenfield modificheranno 7 server di Samaritan per creare le nuove identità che Samaritan non potrà rilevare.[22] Il nome completo del personaggio viene rivelato solo nella quinta stagione.
- Direttore del personale (stagione 4): interpretato da Michael J. Burg.
 È un dirigente del dipartimento di cosmetica del grande magazzino dove lavora Shaw sotto copertura.
- Romeo (stagione 4): interpretato da Andreas Damm, doppiato da Raffaele Carpentieri.
È il leader della gang di ladri a cui si unisce Shaw sotto ordine della Macchina per giustificare le sue azioni violente agli occhi di Samaritan.[1]
- Harper Rose (stagioni 4–5): interpretata da Annie Ilonzeh, doppiata da Gaia Bolognesi.
È un'artista della truffa che ha cercato di derubare la Fratellanza e il Cartello: quando esce il suo numero Finch, Reese e Fusco riescono a salvarla e a far arrestare i membri del Cartello. In seguito la Macchina, utilizzando l'alias Ernest Thornhill, le affida alcuni incarichi.

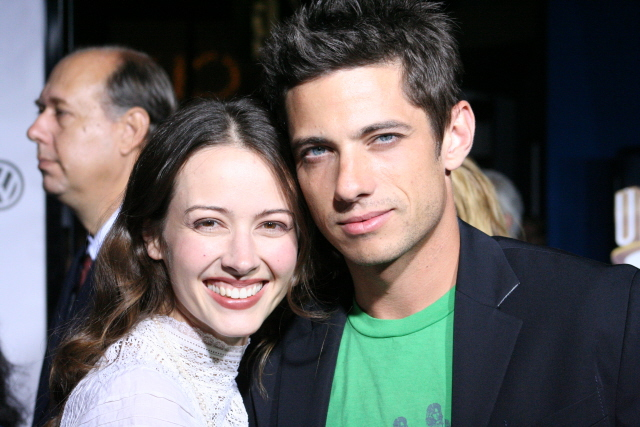
James Carpinello (a destra) interpreta Joey Durban
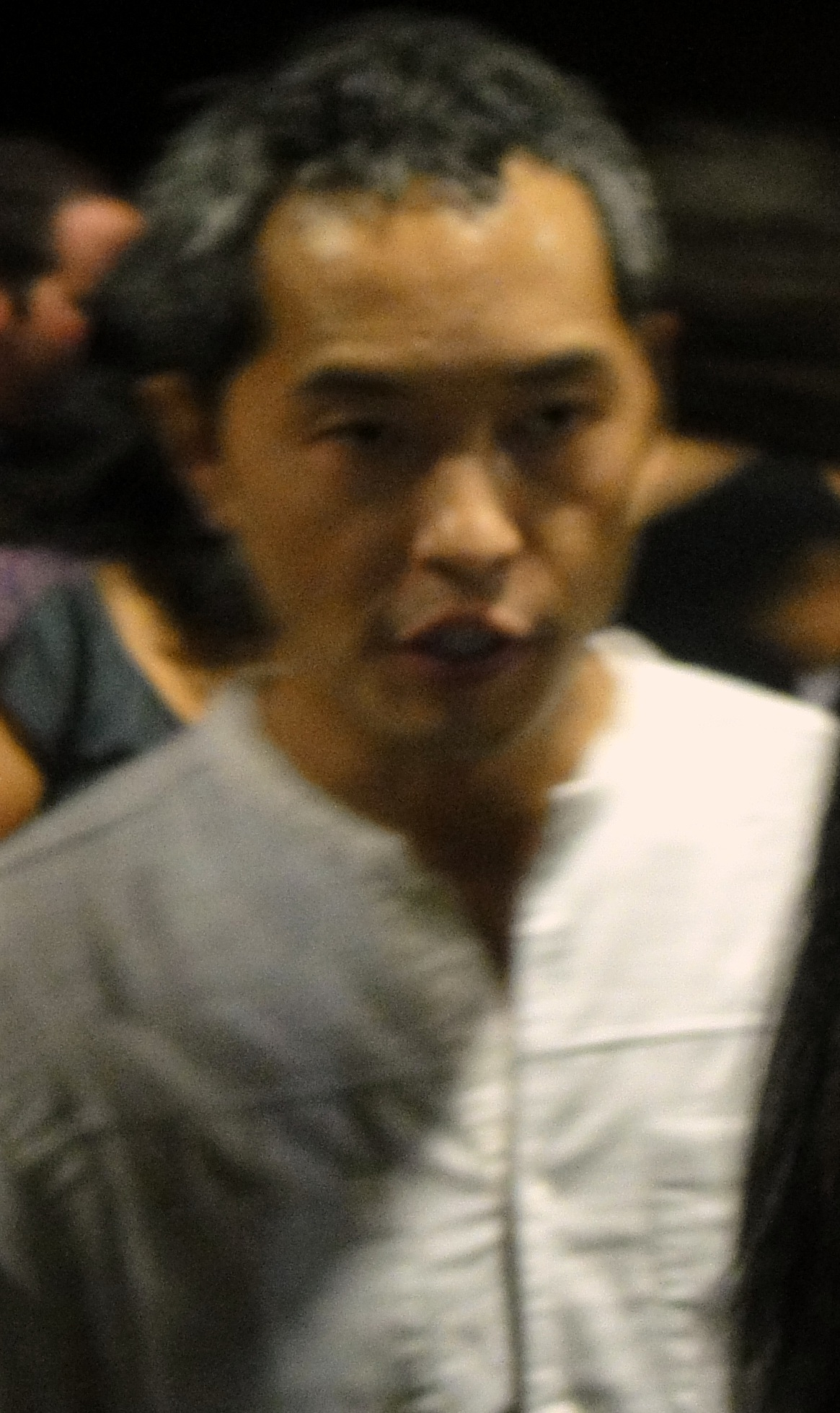
Ken Leung interpreta Leon Tao
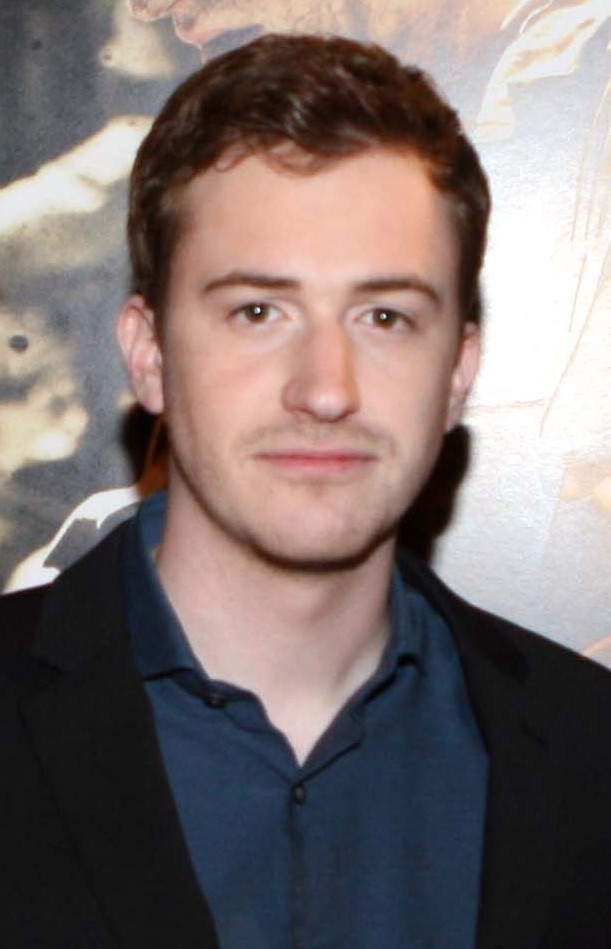
Joseph Mazzello interpreta Daniel Casey
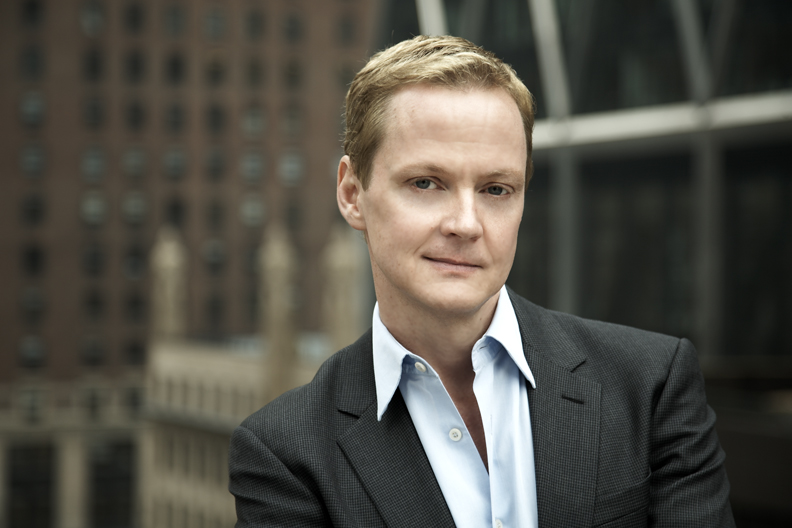
Michael J. Burg interpreta il Direttore del personale

### Membri delle forze dell'ordine e delle istituzioni

#### NYPD
I seguenti personaggi fanno parte del New York Police Department, il dipartimento di polizia di New York.
- Kane (stagioni 1–3): interpretato da Anthony Mangano.
Detective della omicidi con cui Carter e Fusco periodicamente lavorano.
- Olson (stagioni 1–2): interpretato da Allan Louis, doppiato da Alberto Angrisano.
Detective della omicidi con cui Fusco periodicamente lavora. Nell'episodio Fine del gioco aiuta Fusco dandogli alcune informazioni su Beecher.
- Fordes (stagione 1): interpretato da Mike Houston.
È un agente di polizia che compare negli episodi Il giudizio e Rischio.
- Bill Szymanski (stagioni 1–2, 5): interpretato da Mike McGlone, doppiato da Antonio Sanna.
Detective della divisione criminalità organizzata con cui Carter periodicamente lavora. Verrà ucciso da Quinn nell'episodio All in per impedire che deponga contro i fratelli Yogorov, i boss della mafia russa.
- Hutchins (stagione 2): interpretato da John Sharian.
È il direttore della prigione newyokese di Rikers nel periodo in cui Reese viene tenuto agli arresti dall'agente Donnelly dell'FBI.
- Joseph Soriano (stagioni 2, 5): interpretato da Ned Eisenberg, doppiato da Enzo Avolio (stagione 2) e da Emilio Cappuccio (stagione 5).
Detective degli Affari Interni che indaga su Fusco, sospettando che abbia ucciso James Stills. In seguito, interrogherà Fusco in merito alla morte di Dominic e Elias, ordita da Samaritan, ma verrà ucciso per ordine della stessa IA.
- Dani Silva (stagione 4): interpretata da Adria Arjona, doppiata da Chiara Gioncardi.
È un'agente degli Affari Interni che era sotto copertura nell'accademia di polizia per trovare una spia della Fratellanza. Quando Finch riceve il suo numero, Reese e Shaw indagano su di lei e riescono a salvarla.[25] Nell'episodio "Scomparsa" si scoprirà che ora lavora per l'unita anti-gang e aiuterà Fusco ad indagare su Albert Weiss, un uomo all'apparenza normale che in realtà è un mercenario al soldo delle gang. Come evidenziato da Reese e poi da Fusco, Dani è molto simile a Carter.

#### CIA
CIA è l'acronimo di Central Intelligence Agency, ed è un'agenzia di servizi segreti degli Stati Uniti che agisce in terra straniera.
- Mark Snow (stagioni 1–2): interpretato da Michael Kelly, doppiato da Alberto Bognanni.
È un agente della CIA, ex compagno di Reese. Ha tentato invano di uccidere Reese e Stanton durante una missione.[5] Dopo aver scoperto che quest'ultimo è vivo, cerca di trovarlo per ucciderlo. Nel ventesimo episodio della prima stagione Kara Stanton riesce a soggiogarlo sparandogli alla gamba destra durante un'irruzione e a renderlo suo complice imbottendo di esplosivo il vestito che indossa, pronta a farlo esplodere con un comando a distanza se non avesse obbedito alle sue richieste.[5] Nell'episodio "Calcolo della mortalità" si lascia esplodere entrando nella macchina di Kara uccidendo entrambi.
- Tyrell Evans (stagione 1): interpretato da Darien Sills-Evans, doppiato da Guido Di Naccio.
È un agente della CIA e collaboratore fidato dell'agente Snow. Morirà freddato da Kara Stanton nel ventesimo episodio della prima stagione mentre cerca di fare irruzione insieme all'agente Snow nell'appartamento del ex compagna di Reese.[5]

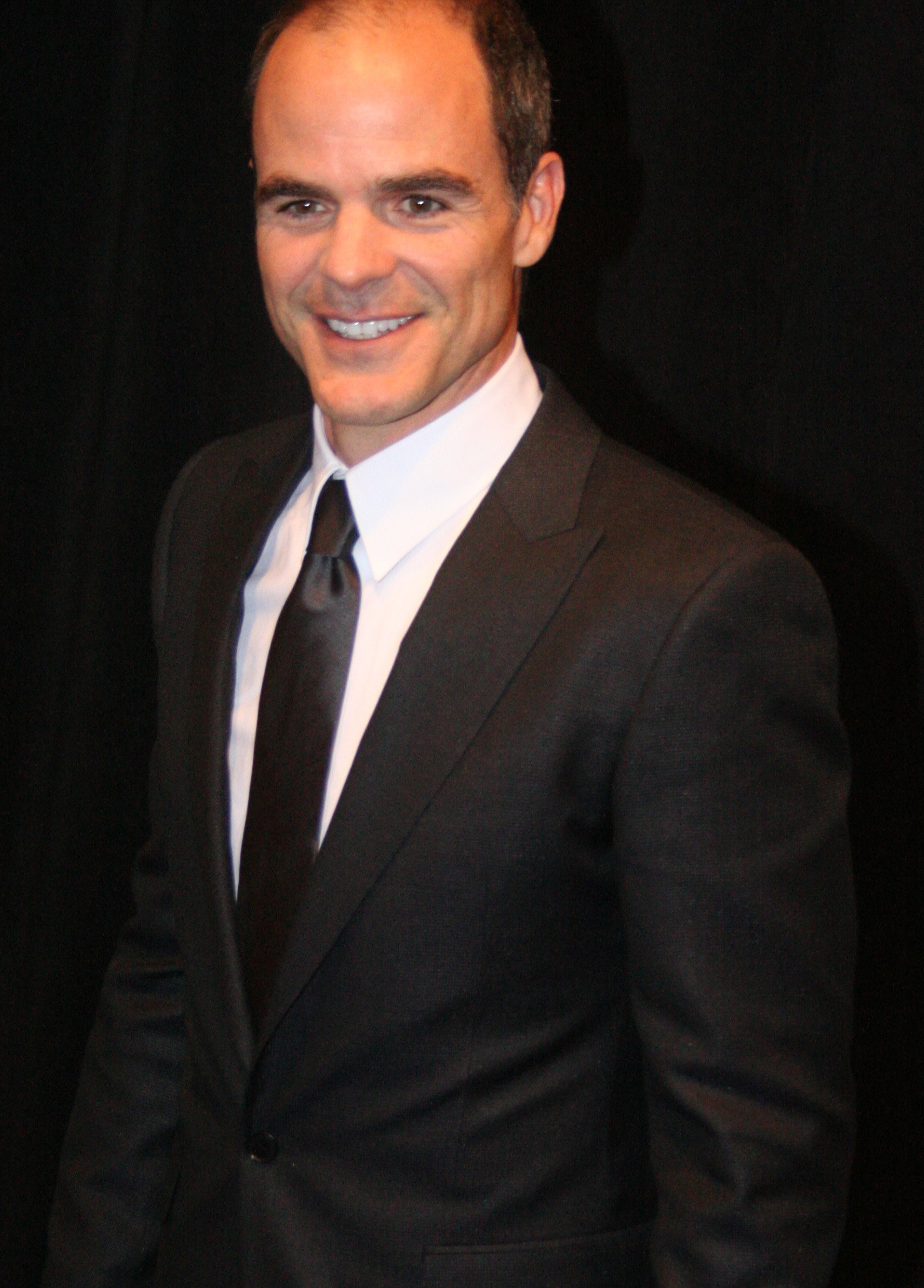
Michael Kelly interpreta Mark Snow

#### FBI
FBI è l'acronimo di Federal Bureau of Investigation, ed è il principale ente di polizia giudiziaria degli Stati Uniti.
- Nicholas Donnelly (stagioni 1–2): interpretato da Brennan Brown, doppiato da Davide Marzi.
È un agente speciale dell'FBI interessato a trovare ed arrestare "l'uomo con la giacca". Offre periodicamente l'opportunità a Carter di lavorare assieme alla ricerca e cattura di Reese. Ossessionato nel trovare il suo criminale verrà ucciso da Kara Stanton dopo aver scoperto la complicità tra Reese e la Carter.[26]
- Brian Moss (stagione 2): interpretato da Brian Hutchison, doppiato da Gerolamo Alchieri.
È un agente speciale dell'FBI. Compare per la prima volta nell'episodio "Calcolo della mortalità" dove indaga sulla morte dell'agente Donnelly. Arriverà alla conclusione che Donnelly sia stato ucciso da Kara Stanton, come è realmente accaduto, e che "l'uomo con la giacca", su cui Donnelly indagava, fosse Mark Snow. Nell'episodio "Tutto prenotato" propone a Carter di lavorare nell'FBI, ma ritirerà la proposta quando verrà a sapere del legame amoroso che ha con l'agente Cal Beecher.

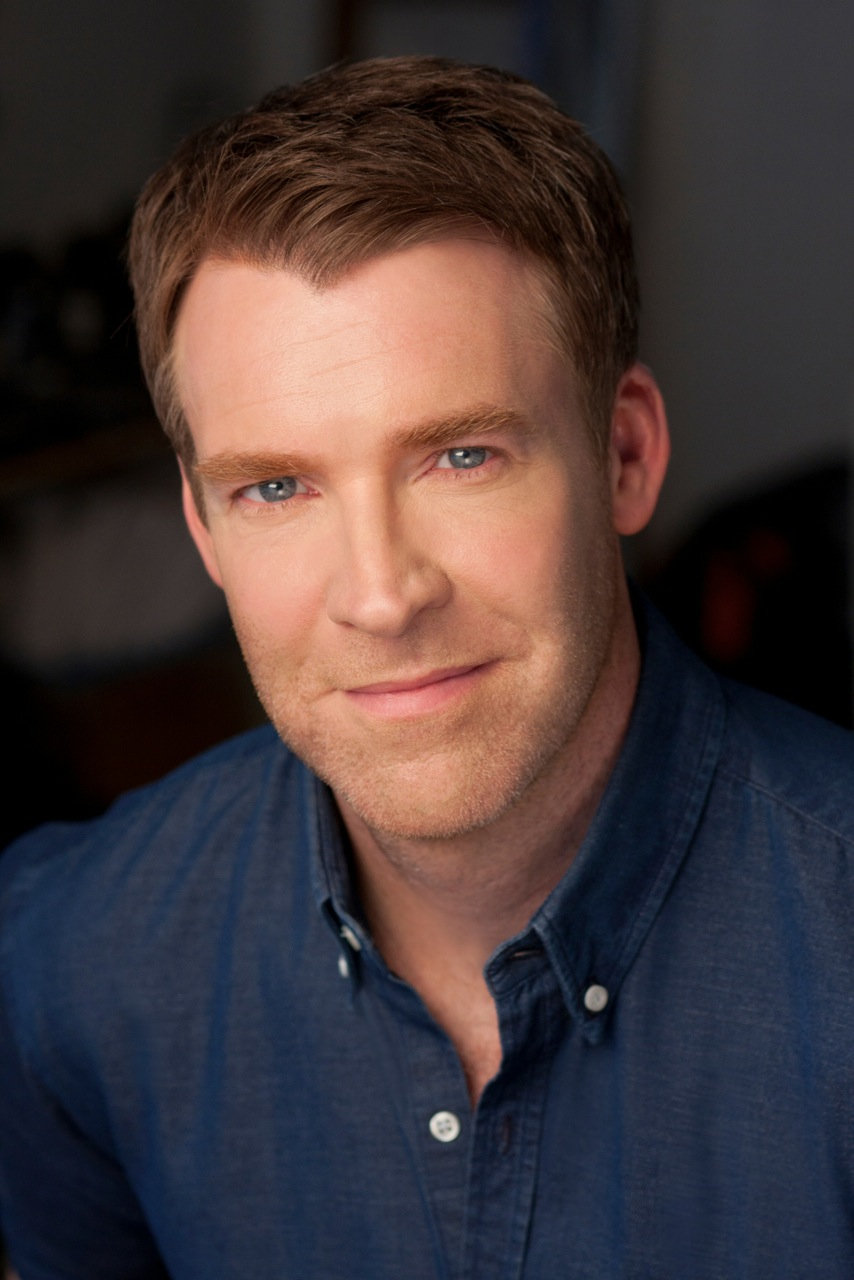
Brian Hutchison interpreta Brian Moss

#### NSA
L'NSA è l'acronimo di National Security Agency, ed è un'agenzia governativa facente capo al Dipartimento della Difesa degli Stati Uniti. L'NSA monitora tutto il territorio nazionale statunitense per tutelarne l'integrità da attacchi di qualunque tipo, fornendo prima alla Macchina e poi a Samaritan il flussi audio e video di sorveglianza.
- Henry Peck (stagioni 1, 5): interpretato da Jacob Pitts, doppiato da Emiliano Coltorti (stagione 1) e Nanni Baldini (stagione 5).
È un impiegato dell'NSA che scopre l'esistenza della Macchina.

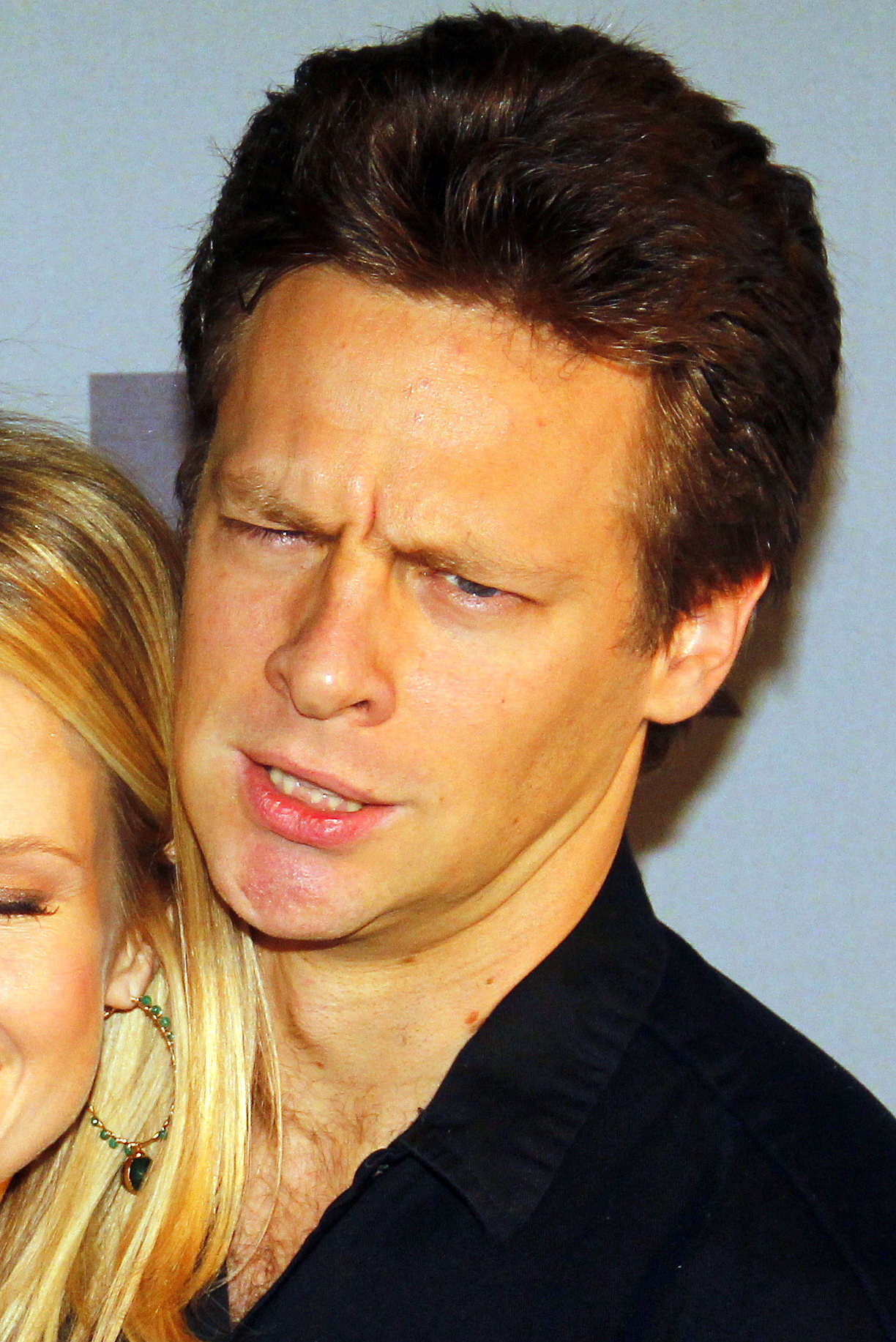
Jacob Pitts interpreta Henry Peck

#### Funzionari politici
Nel corso della serie fanno la loro apparizione diverse figure appartenenti al mondo politico statunitense. Molte di esse svolgono il compito di supervisionare l'iniziale programma antiterroristico incentrato sulla Macchina, e quello seguente basato su Samaritan, nonché le attività dell'ISA ad essi collegate.
- Alicia Corwin (stagioni 1–2, 4): interpretata da Elizabeth Marvel, doppiata da Irene Di Valmo.
Era il collegamento di Ingram per il governo e faceva parte del National Security Council. Dopo la sua morte si è ritirata in un piccolo villaggio, perché sempre terrorizzata di essere osservata: questa paura deriva sia dal timore della macchina che ha consegnato al governo, sia dalle minacce ricevute da Harold che la incolpavano dell'omicidio di Nathan[27]. Nell'episodio finale della prima stagione viene uccisa a sangue freddo dall'hacker informatica Root, dopo aver scoperto che dietro alla Macchina c'era Finch e non Nathan come aveva sempre sospettato.[28]
- Denton Weeks (stagioni 1–2): interpretato da Cotter Smith, doppiato da Luca Biagini.
È il funzionario che ha commissionato lo sviluppo della macchina e lavora per il Consigliere Speciale. Viene ucciso da Root dopo essere stato torturato per sapere informazioni sulla macchina.[29]
- Consigliere Speciale (stagioni 1–3): interpretato da Jay O. Sanders, doppiato da Saverio Indrio.
Il Consigliere Speciale (Special Counsel in lingua originale) è una figura misteriosa dello United States Office of Special Counsel, agenzia federale di stanza a Washington, che supervisiona le attività governative che riguardano La Macchina. Compare per la prima volta nell'episodio "Niente buone azioni" dove manda un agente a uccidere Henry Peck, che sta scoprendo l'esistenza della macchina. Nella seconda stagione ricompare nei primi episodi dove gestisce le operazioni riguardanti l'insabbiamento dell'omicidio di Alicia Corwin. Quando Reese e gli altri 3 uomini verranno mandati a Rikers perché sospettati da Donnelly che uno di loro sia "l'uomo con la giacca", il Consigliere Speciale manderà Hersh nella prigione a ucciderli, visto che "l'uomo con la giacca" è una possibile minaccia. Reese esce dalla prigione prima che Hersh abbia potuto mettere la sua vita in pericolo. Quando Hersh uscirà di prigione, proverà a uccidere Reese, ma nello scontro con quest'ultimo rimane ferito e finisce in ospedale. Successivamente il Consigliere Speciale si dovrà occupare di Michael Cole, l'ex partner di Shaw, che sta scoprendo l'esistenza della macchina, mettendo in pericolo la sua vita e quella di Shaw. Cole muore ma Shaw sopravvive, anche grazie a Reese e Finch.[30] Nel finale della seconda stagione anche lui si occupa della minaccia alla macchina che è a opera di Decima Technologies e poi per impedire a Reese, Shaw, Root e Finch di arrivare al posto dove è custodita la macchina. Loro riusciranno ad arrivare, ma con sua sorpresa la macchina non c'è: questo a causa del virus che ha infettato Decima, che al suo interno aveva un altro virus (questo però creato da Finch) che conteneva il codice per liberare la macchina. Visto che non è riuscito a controllare la situazione Controllo ordina a Hersh di ucciderlo.[13]
- Ross Garrison (stagioni 3–5): interpretato da John Doman, doppiato da Gino La Monica.
Il senatore Garrison è il collegamento tra l'ISA e il Governo degli Stati Uniti. Dopo che Vigilance ha reso pubblico il progetto "Northern Lights", obbliga Controllo a chiudere la connessione con la Macchina.[31] Successivamente verrà contattato da Greer che dopo lo scandalo del Northern Lights gli proporrà un nuovo sistema, Samaritan, con il quale non solo riceveranno numeri rilevanti per prevenire atti terroristici, ma potranno usare il sistema per trovare chiunque, io ogni momento e in qualsiasi parte del mondo. Garrison accetterà di far passare una legge che permetta l'utilizzo di Samaritan al Senato mentre Roger McCourt, un deputato corrotto da Greer, farà in modo che la legge passi alla Camera.[32] Alcuni mesi dopo l'attivazione di Samaritan scopre che Decima Technologies è stata ufficialmente chiusa e ha paura che Greer rinneghi la garanzia che gli ha dato: la negabilità plausibile nel caso scoppi un altro scandalo.[1] Con l'attivazione di Samaritan diventa il collegamento tra John Greer e l'ISA.[33]
- Manuel Rivera (stagione 3): interpretato da Joseph Melendez, doppiato da Davide Marzi.
È il consigliere per i servizi segreti del presidente degli Stati Uniti. Durante l'udienza della Vigilance viene ammazzato da Peter Collier perché ritenuto coinvolto nel programma Northern Lights.

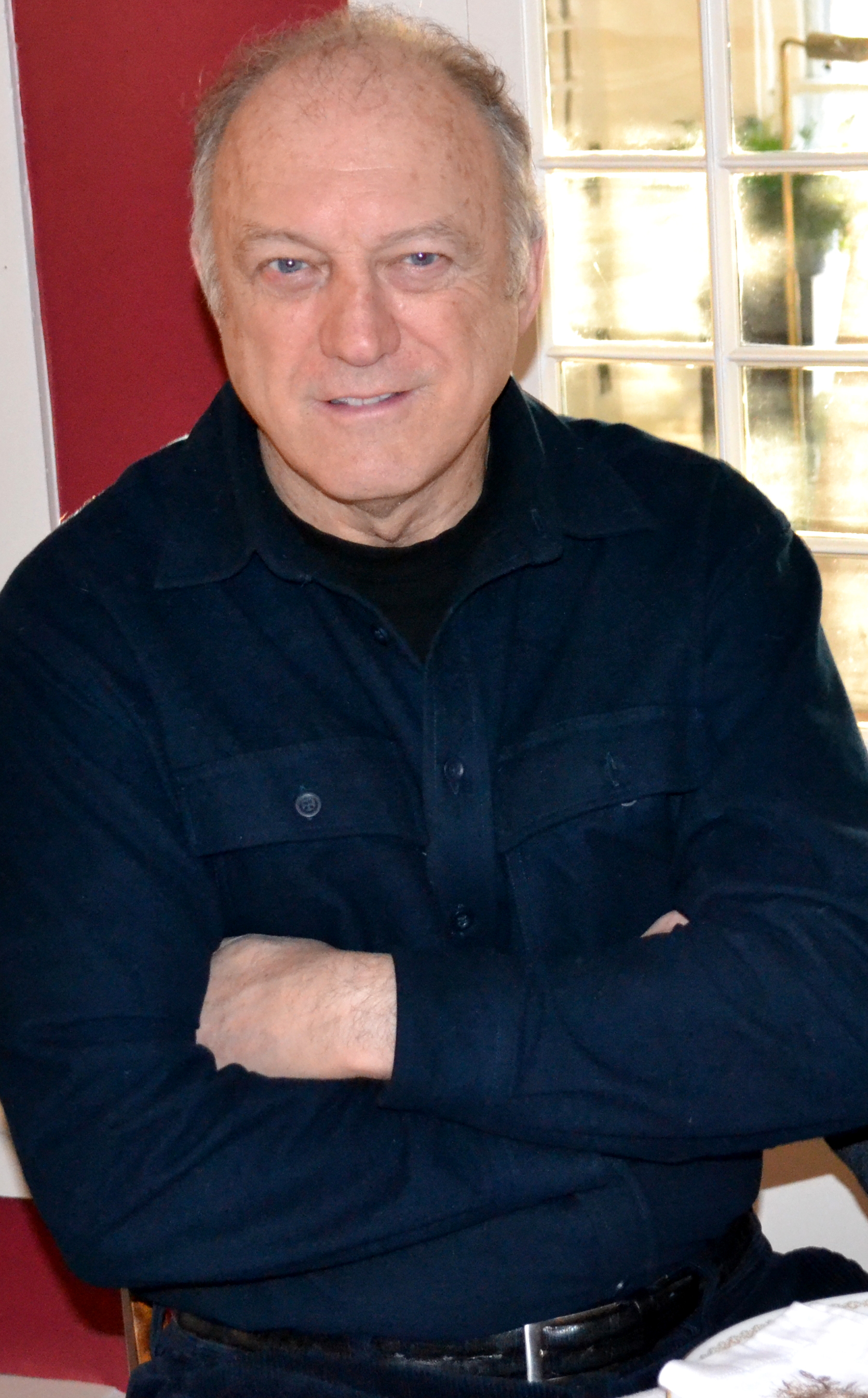
John Doman interpreta Ross Garrison

#### ISA
L'ISA è l'acronimo di Intelligence Support Activity, ed è un'agenzia governativa facente capo al Dipartimento della Difesa degli Stati Uniti. L'ISA si occupa della gestione delle persone d'interesse "rilevanti" indicate prima dalla Macchina e poi da Samaritan.
- Controllo (stagioni 3–4[34]): interpretata da Camryn Manheim, doppiata da Aurora Cancian.
Controllo (Control in lingua originale) è il nome in codice che è usato per identificare la donna a capo delle attività che riguardano la Macchina. Prima di fare la sua prima apparizione, appare indirettamente nell'episodio "Fuori tempo massimo" dove ordina a Hersh per telefono l'esecuzione del Consigliere Speciale, e nella terza stagione nell'episodio "Lady killer" dove ordina a Hersh l'esecuzione di Root. Fa la sua prima apparizione nell'episodio "Lethe, l'oblio", dove sotto mentite spoglie cerca di avvicinare Arthur Claypool, l'ingegnere che ha costruito Samaritan (un'intelligenza artificiale come la Macchina) per sapere dove si trova, visto che ora la Macchina si gestisce autonomamente e il Governo non può più controllarla. Dopo l'attivazione di Samaritan da parte di Decima Technologies, è ancora a capo della sezione "Ricerca", ma il suo operato è controllato da rappresentanti di Samaritan. Dopo essere stata rapita da John e Root che le chiedevano dove fosse Shaw, ha una conversazione con Harold, che le rivela che è colpa di Samaritan il crollo della Borsa e che Shaw è rimasta ferita nei sotterranei: andrà personalmente a controllare e noterà della vernice fresca sulle pareti, sintomo che sono state dipinte a causa di alcuni schizzi di sangue, così incomincia a mettere in discussione l'operato di Samaritan fino a quando viene rapita da Greer nell'ultimo episodio della quarta stagione.[35] Ha una figlia di nome Julia.[33]
- Robert Hersh (stagioni 2–3): interpretato da Boris McGiver, doppiato da Sergio Lucchetti.
È uno dei principali operativi dell'ISA. Nella seconda stagione uccide il Consigliere Speciale per ordine di Controllo. Nell'ultimo episodio della terza stagione aiuterà Reese e Shaw a rintracciare il tribunale dove Vigilance sta processando, Controllo, Finch, il senatore Garrison, Manuel Rivera e Greer, ma morirà cercando di disinnescare la bomba piazzata da Decima all'interno del tribunale.[36] Nell'episodio "Lethe, l'oblio" viene rivelato in una schermata della Macchina che Robert N. Hersh è un alias, mentre nell'episodio La casa divisa" viene fatto intendere che il suo vero nome sia George.
- Michael Cole (stagioni 2, 5): interpretato da Ebon Moss-Bachrach, doppiato da Francesco Bulckaen (stagione 2) e Gianluca Solombrino (stagione 5).
È il collega di Shaw all'ISA. Viene ucciso durante una missione con Shaw, dove i due vengono traditi su ordini precisi di Wilson dati da Controllo. Shaw in seguito si vendica della morte di Cole sparando due colpi in testa a Wilson in presenza del Consigliere Speciale.
- Devon Grice (stagione 4): interpretato da Nick E. Tarabay, doppiato da Alessandro Budroni.
È un giovane agente dell'ISA, che era stato addestrato da Shaw, e che ora lavora con Brooks. Compare per la prima volta nell'episodio "L'onore dei criminali" mentre lavora con la sua partner Brooks. Grice s'imbatte in Shaw, che credeva morta, ma la lascia andare e elimina le tracce di Shaw dalle telecamere di sicurezza, che però Samaritan riesce a ripristinare.[37] Morirà durante l'inizio della "Correzione" di Samaritan.
- Brooks (stagione 4): interpretata da Theodora Woolley, doppiata da Valentina Favazza.
È una giovane agente dell'ISA, che ora lavora con Grice. Compare per la prima volta nell'episodio "L'onore dei criminali" mentre lavora con il suo partner Grice. Non è a conoscenza dell'incontro che il suo partner ha avuto con Shaw.[37]
- Shiffman (stagione 4): interpretata da Suzy Jane Hunt.
È un'assistente del Controllo al pentagono di Washington. Morirà durante l'inizio della "Correzione" di Samaritan.

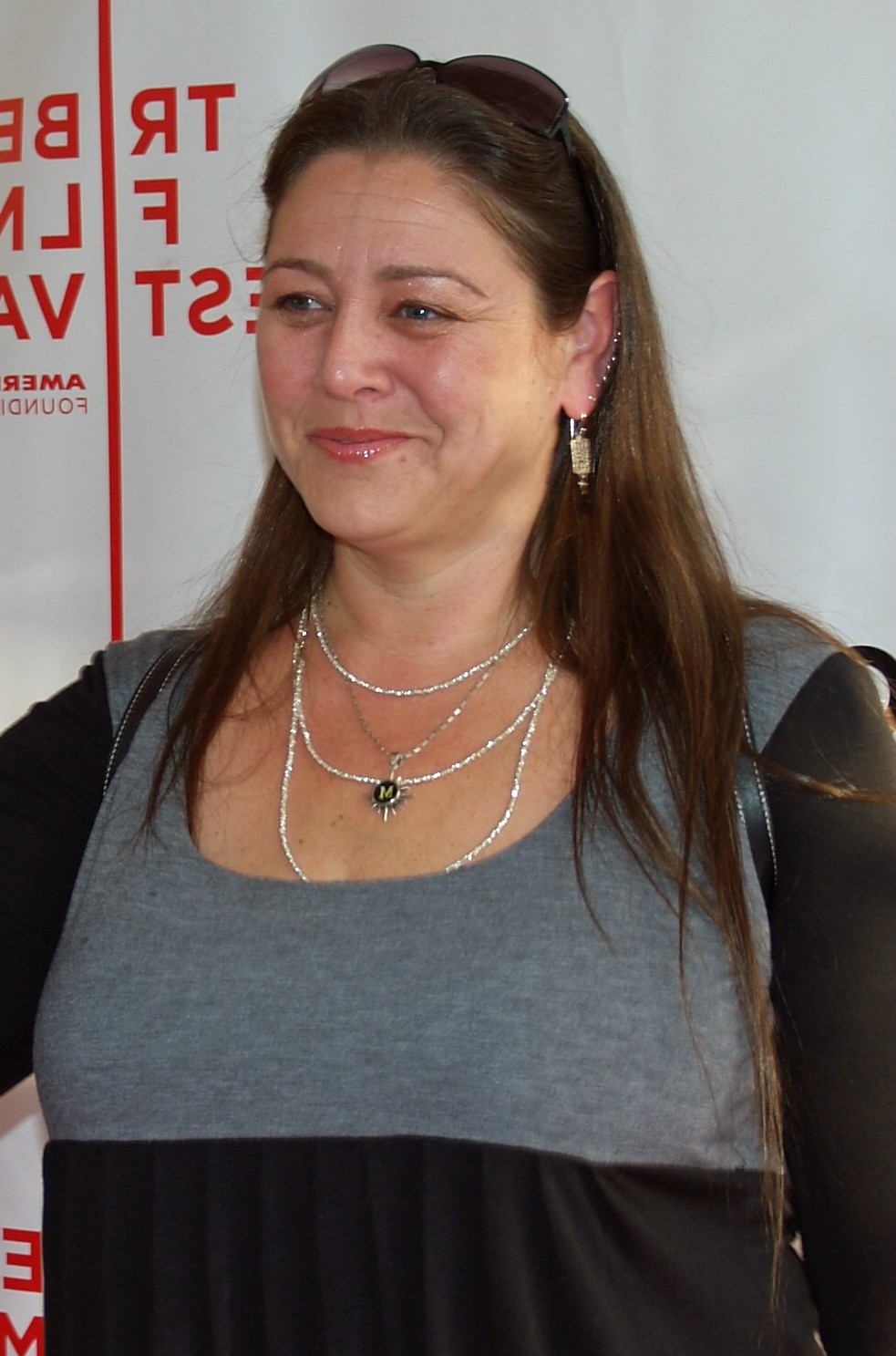
Camryn Manheim interpreta Controllo
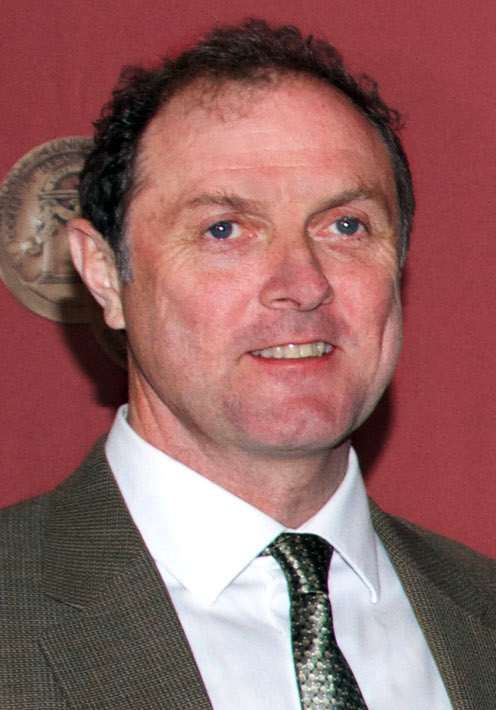
Boris McGiver interpreta Robert Hersh
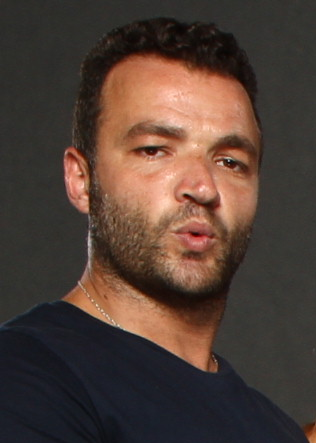
Nick Tarabay interpreta Devon Grice

#### Giornalisti
I seguenti personaggi appartengono al mondo della stampa e dell'editoria.
- Telegiornalista (stagioni 1, 5): interpretata da Kristine Johnson.
È una reporter che lavora per la CBS e per Channel 3.
- Cronista (stagione 4): interpretato da Logan Crawford.
È un reporter che lavora per il telegiornale News 3. Compare negli episodi L'antivirus e L'ultima sfida.

### Esponenti della criminalità

#### La Cosa Nostra
La Cosa Nostra, nome con cui è nota la mafia italoamericana, è la principale organizzazione criminale di New York.
- Carl Elias (stagioni 1–5): interpretato da Enrico Colantoni, River Alexander Aguirre (da bambino) e John Magaro (da giovane), doppiato da Mino Caprio e Manuel Meli (da giovane).
È un boss nascente della criminalità organizzata di New York. È il figlio illegittimo di un mafioso di vecchia data, don Gianni Moretti. Elias aspira a diventare il capo dei capi delle antiche famiglie mafiose di New York.[38] In questo suo piano, dovrà scontrarsi prima con la mafia russa (dall'attacco della quale sarà salvato e protetto da Reese)[39], e poi proprio con Reese che, scoperta la vera identità dell'uomo, cerca di portare la polizia al suo arresto. Elias è aiutato da elementi corrotti del NYPD. Nell'episodio "I capifamiglia" viene arrestato e direttamente dalla cella chiama il padre e il fratellastro per dare loro l'estremo saluto prima che la macchina che li contiene esploda. Il cellulare per la chiamata è stato procurato da un secondino della cella compiacente, facendo capire quanto Elias sia potente, inoltre fino a quando rimane in prigione i suoi affari vengono controllati dal suo braccio destro Anthony Marconi e dal suo contabile Bruce Moran. Alla fine della seconda stagione viene salvato da Carter mentre il detective Terney e Peter Yogorov si accingevano ad ucciderlo.[13] All'inizio della terza stagione viene mostrato che vive sotto basso profilo in un bunker data la sua latitanza e anche per evitare l'HR e i Russi. Dopo la sconfitta dell'HR e dei Russi se la dovrà vedere con la Fratellanza comandata da Dominic. Viene ferito gravemente durante l'inizio della "Correzione" di Samaritan ma viene salvato tempestivamente dall'intervento di Lionel. Negli episodi successivi rimane insieme al gruppo mentre si riprende dalle sue ferite e tutti lo credono morto, in alcuni casi collaborando anche con il gruppo grazie alle sue conoscenze sulla malavita. Infine quando Finch viene scoperto da Samaritan Elias lo porta in una casa sicura, la stessa dove Reese lo portò durante il loro primo incontro, ma trovati dagli agenti di Samaritan si sacrifica per fare scappare Harold.
- Anthony Marconi / Scarface (stagioni 1–4): interpretato da David Valcin, doppiato da Massimiliano Plinio.
È il braccio destro di Elias, e il suo vero nome è Anthony Marconi. È facilmente identificabile da una lunga cicatrice sulla guancia destra, che si è procurato da bambino, quando è intervenuto per salvare sua madre dagli attacchi di suo padre uccidendolo.[40] Anthony finisce in riformatorio, dove conosce Elias e Bruce Moran. Nell'ultimo episodio della seconda stagione viene detto che è caduto in un agguato dell'HR e che ora si trova in ospedale, ma tornerà al fianco di Elias[41], dimostrando di esserne uscito vivo. Sotto l'ordine di Elias, ucciderà Patrick Simmons per vendicare la morte di Carter.[42] Morirà per salvare la vita di Elias durante un attacco della Fratellanza: le sue ultime parole sono state "Morior Invictus", che significa "muoio invitto".[40]
- Gianni Moretti Sr. (stagione 1): interpretato da Mark Margolis, doppiato da Dante Biagioni.
È un capomafia in carcere per l'omicidio di Marlene Elias, la madre di Carl Elias, suo figlio illegittimo. Finch riceve il suo numero nell'episodio "La piccola Leila" quando Moretti esce di prigione: si scoprirà che Elias gli ha teso un agguato, ma Carter e Reese lo riusciranno a portare in salvo. A seguito di un incidente con il numero di Leila Smith, una neonata, Reese è costretto a chiedere aiuto ad Elias, che vuole l'indirizzo della casa sicura dove hanno portato Moretti. Reese accetta e il luogotenente di Elias, Scarface, riesce a rapirlo ferendo gravemente il detective Szymanski. Nell'episodio "I capifamiglia" , Moretti è prigioniero di suo figlio Elias. Reese riuscirà a portarlo in salvo e con l'aiuto di Finch, Carter e Fusco riuscirà a far arrestare Elias. Moretti verrà seguito da Scarface, che lo ucciderà tramite una bomba posta nella sua auto insieme al suo altro figlio, Gianni Moretti Jr.
- Luciano Grifoni (stagioni 1–2): interpretato da Ed Setrakian.
È uno dei cinque capifamiglia che Elias voleva morto. In seguito essendo l'unico sopravvissuto si unisce a Elias.
- Bruce Moran (stagioni 4–5): interpretato da James LeGros, doppiato da Francesco Bulckaen.
È il contabile di Elias, nonché uno dei suoi amici d'infanzia. Dopo la "Correzione" di Samaritan cerca indizi sugli assassini di Elias volendo vendetta finché Reese non gli svela che si è salvato e lo conduce da lui. Elias svela a Moran dell'esistenza di Samaritan che lo fa uccidere dai suoi agenti e il suo corpo viene trovato da Fusco in una fossa comune.

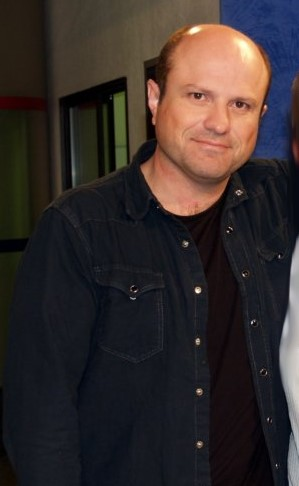
Enrico Colantoni interpreta Carl Elias
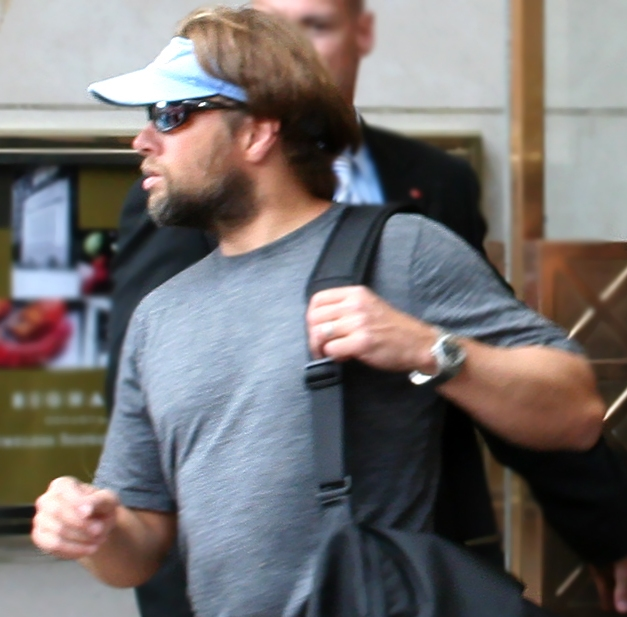
James LeGros interpreta Bruce Moran

#### HR
I personaggi coinvolti nell'organizzazione criminale 'HR', acronimo di "Human Resources" (Risorse Umane), sono dei poliziotti corrotti che fanno capo a Alonzo Quinn. Nella prima stagione aiutano principalmente Elias, ma dopo che quest'ultimo viene arrestato, la loro collaborazione salta. Nella seconda stagione cercano di fare affari con la mafia russa. Nella terza stagione, l'HR sarà nel mirino di Carter, che con l'aiuto di Reese, Shaw e Finch riuscirà a far cadere l'HR consegnando alla giustizia Alonzo Quinn.
- Alonzo Quinn (stagioni 2–3): interpretato da Clarke Peters, doppiato da Stefano Mondini.
È il capo dell'HR, nonché uno dei consiglieri politici del sindaco di New York Ed Griffin. Quinn, insieme a Simmons, ha un piano per ricostruire l'HR, con o senza assistenza di Elias. Dopo che quest'ultimo gli volta le spalle. In seguito Quinn cerca di fare affari con la mafia russa, ovvero i fratelli Yogorov. All'inizio della terza stagione cerca di avvicinarsi a Carter per sapere a che punto sono le indagini per tenere la situazione sotto controllo. Nell'episodio "Partita finale", dopo che Carter ha scoperto che è lui il boss dell'HR, Carter dà inizio a una guerra tra i russi e l'HR per poi dare protezione a Yogorov e costringerlo a testimoniare contro di lui. Carter in seguito chiama un giudice per avere un mandato per arrestare Quinn, ma anche quest'ultimo fa parte dell'HR, così quando Carter va a fargli visita si trova davanti Quinn e Simmons: loro credendola sola confessano l'omicidio di Beecher, non accorgendosi che Finch stava registrando. Poco prima di uccidere Carter, Reese entra e la porta via, ma quest'ultima aveva afferrato Quinn che stava scappando. Reese e Carter decidono di portarlo all'FBI e di consegnarlo alla giustizia, ma Simmons, per fermarli, decide di inviare la loro foto a ogni criminale della città e a ogni poliziotto dell'HR, nonostante ciò Carter riesce a consegnarlo all'FBI e ad arrestarlo.
- Patrick Simmons (stagioni 1–3): interpretato da Robert John Burke, doppiato da Mauro Magliozzi.
È un agente di polizia e braccio destro di Quinn, il boss dell'HR. Si vede periodicamente con Fusco, infiltratosi nell'organizzazione. Nella seconda stagione dopo che Fusco aiuta Reese e Finch a cercare di incriminare l'HR, inviando le prove sugli agenti corrotti all'agente Donnelly, Simmons cercherà di mettere i bastoni tra le ruote a Fusco in ogni modo a lui possibile: denuncia alla Carter che l'omicidio di Davidson, detective degli affari interni, è stato ucciso da un poliziotto e fa aprire un'indagine degli affari interni sull'omicidio del detective Stills. È uno dei pochi poliziotti dell'HR che è a contatto con Quinn. Dopo aver ucciso Carter nell'episodio "L'ultima notte", diventa ricercato dell'FBI e di Reese. Reese, a causa delle sue gravi ferite, non riesce ad arrivare a lui, ma riesce a scoprire da Quinn, che ora è un prigioniero dell'FBI, dove si trova. Finch porterà Reese in salvo, ma il foglio su cui Quinn aveva scritto la posizione di Simmons cade nelle mani di Fusco. Fusco lotterà contro di Simmons, ma invece di ucciderlo lo consegnerà alla giustizia. A causa delle ferite che ha riportato a seguito dello scontro con Fusco, Simmons è in ospedale. Nella stanza dell'ospedale, però c'è Elias che vuole vendetta per Carter, che gli aveva salvato la vita, così ordina al suo secondo, Anthony Marconi di ucciderlo.
- Raymond Terney (stagioni 1–4): interpretato da Al Sapienza, doppiato da Raffaele Palmieri.
Detective della omicidi con cui Carter e Fusco periodicamente lavorano. Nell'episodio ""Terra incognita" si apprende che fu il mentore della Carter quando ella iniziò la sua carriera di detective. Si scopre la sua affiliazione con l'HR nell'episodio "All in". Nell'ultimo episodio della seconda stagione cerca di incastrare Carter per far sì che non indaghi sulla morte di Beecher e cerca insieme a Peter Yogorov di uccidere Elias venendo poi fermato da Carter stessa. Nella terza stagione ricompare nelle operazioni dell'HR quali lo spaccio di sali derivati dal Permanganato di potassio e il controllo di Carter. Nell'episodio "L'ipnotizzatore" deve occuparsi di un antiquario, che riciclava denaro per l'HR e che ha perso i suoi soldi perché truffato da un ipnoterapista, che a sua volta è stato truffato da quella che credeva la sua fidanzata. Questo giro di truffe ha portato a una perdita di 4 milioni di dollari all'HR e così Terney si ritrova questa difficile questione tra le mani: indagando su questa faccenda scopre la complicità tra Carter e Laskey, quando quest'ultimo cerca la sua arma per reagire Terney gli spara ma viene colpito da Carter. Negli ultimi attimi di vita Terney rivela a Carter il nome del boss dell'HR, Alonzo Quinn.
- James Stills (stagioni 1–2): interpretato da James Hanlon, doppiato da Enrico Di Troia.
È un detective della narcotici e anche un grande amico di Lionel. Muore nel primo episodio ucciso da John.
- Louis Azarello (stagioni 1–2): interpretato da Louis Vanaria, doppiato da Corrado Conforti.
È un detective della narcotici che accompagna Stills nelle missioni dell'HR. In seguito viene arrestato insieme ai suoi colleghi.
- Womack (stagioni 1–2): interpretato da John Fiore.
È stato il capitano in carica al dipartimento della omicidi di New York all'ottavo distretto. Reese farà pressioni su di lui, ricattandolo, nell'episodio 1x04, per poter trasferire il detective Fusco alla omicidi. In questo modo Reese può supervisionare cosa accade nel distretto avendo le informazioni direttamente da Fusco. Ha fatto una breve comparsa nell'episodio "In extremis", mostrando che non è stato arrestato dall'FBI. Nell'episodio "Il chip" viene mostrato che all'8º distretto c'è un nuovo capitano, quindi molto probabilmente è stato arrestato assieme a molti altri membri dell'HR.
- Arthur "Artie" Lynch (stagione 1): interpretato da Michael Mulheren, doppiato da Franco Zucca.
È un capitano della polizia e anche uno dei membri principali dell'HR. Vigila sull'attività dell'organizzazione e dei suoi membri. Nell'episodio "La legge del più forte", viene ucciso da Fusco per salvare Reese.
- Andrew Monahan (stagione 3): interpretato da Paul O'Brien, doppiato da Gerolamo Alchieri.
È un giudice che fa parte dell'HR. Viene ucciso da Simmons perché secondo lui avrebbe parlato dell'HR alla polizia.
- Dominic Brady (stagione 3): interpretato da Matt Dellapina.
È un agente di polizia appartenente all'HR che fa capo direttamente a Simmons. Partecipa a due sparatorie contro Reese, prima nella casa del giudice e poi nell'obitorio. In seguito viene arrestato insieme ad altre persone che fanno parte dell'HR e dei Russi.

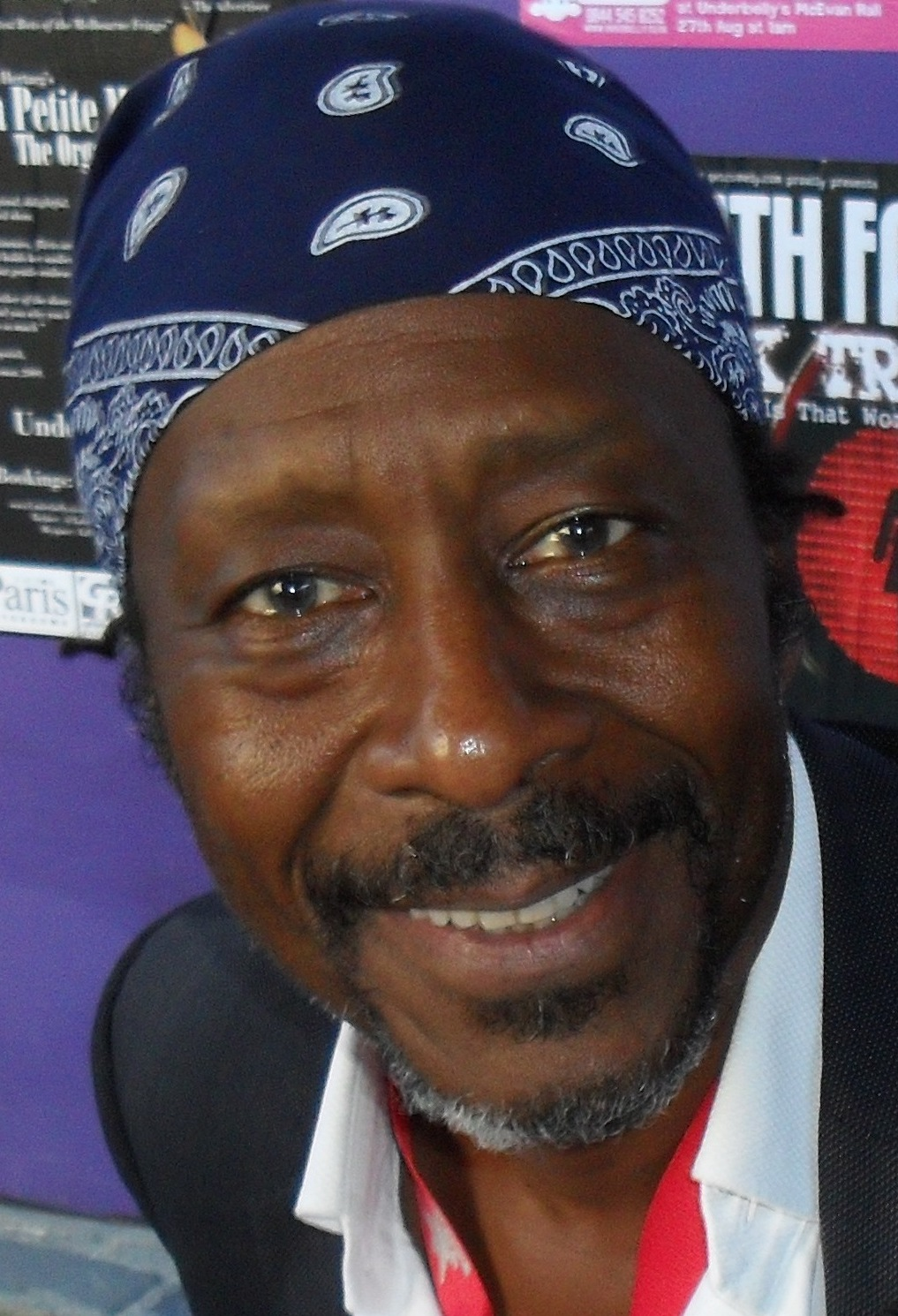
Clarke Peters interpreta Alonzo Quinn
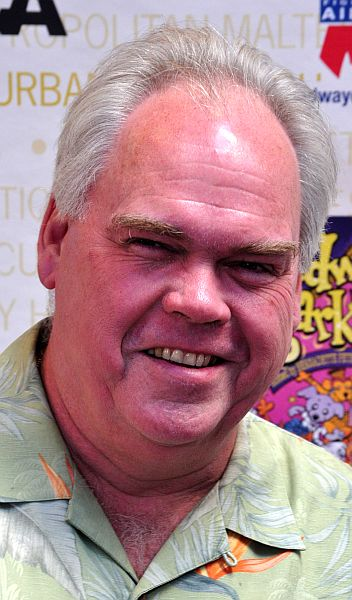
Michael Mulheren interpreta Artie Lynch

#### I Russi
La mafia russa, capeggiata dalla famiglia Yogorov, è il gruppo criminale rivale di La Cosa Nostra e, per un certo periodo, è stata alleata dell'HR.
- Peter Yogorov (stagioni 1–3): interpretato da Morgan Spector, doppiato da Christian Iansante (stagione 1) e Simone D'Andrea (stagioni 2-3).
È il boss della mafia russa e uno dei principali nemici di Elias. Compare per la prima volta nell'episodio "Il testimone" dove attenta alla vita di Carl Elias, che minaccia alle attività della mafia russa. Grazie all'intervento di John, Elias si salva e lui finisce in galera. Elias, quindi pone fine alla mafia russa nella zona di "Brighton Beach", in quanto Peter e suo fratello sono in galera e Ivan Yogorov, padre di Peter, è stato ucciso da Scarface. Ritorna nell'episodio 2x18, dove grazie all'aiuto dell'HR esce di prigione e si allea con ella. Nell'ultimo episodio della seconda stagione lui e il detective Terney cercano di uccidere Elias, ora nemico dell'HR, ma vengono fermati dalla Carter che li colpisce entrambi. Sopravvissuto al colpo di Carter, aiuta l'HR a spacciare un nuovo tipo di droga che viene prodotta proprio a New York.[43] Dopo che Carter ha scoperto l'identità di Quinn come capo dell'HR, quest'ultima mette in difficoltà gli affari di Yogorov e il suo rapporto con l'HR, dando inizio a una guerra tra i russi e l'HR. Carter, con l'aiuto di Elias, cercheranno di proteggerlo dall'HR per costringerlo a testimoniare che Quinn è il boss dell'HR, garantendogli che suo fratello e lui saranno al sicuro.[15] Dopo l'arresto di Quinn, invia i suoi uomini a ucciderlo, per vendicarsi visto che Quinn aveva cercato di ucciderlo dopo che gli ha voltato le spalle, ma verranno fermati da Root, Shaw e Fusco.[42] Con la fine dell'HR, i russi hanno perso potere e la loro gang non esiste più. Non si sa cosa ne è stato di Peter se dopo l'arresto di Quinn è stato mandato in prigione o se gli è stata concessa la libertà.

#### Decima Technologies e Risorse di Samaritan
Samaritan è la nuova intelligenza artificiale sviluppata da Decima Technologies, azienda che mirava inizialmente a prendere il controllo della Macchina. Dopo l'attivazione di Samaritan, la Decima è stata smantellata e i suoi membri sono divenuti operativi della nuova IA. Oltre a questi personaggi, Samaritan ha cominciato a reclutare di sua iniziativa altre risorse, nonché a sfruttare per i propri scopi individui che ignorano l'esistenza dell'IA.
- Samaritan (stagioni 3–5).
È un'intelligenza artificiale (IA), la cui versione alfa fu ideata da Arthur Claypool per il progetto antiterroristico Northern Lights. Il governo degli Stati Uniti, tuttavia, scelse La Macchina al suo posto. Anni dopo, John Greer se ne impadronirà e la attiverà con l'obiettivo di farle instaurare un Nuovo Ordine Mondiale. A differenza della Macchina, Samaritan è un'entità amorale e considera gli esseri umani, incluse le proprie risorse, semplici pedine da utilizzare, ed eventualmente sacrificare, per perseguire il suo piano di dominio occulto del mondo.
- John Greer (stagioni 2–5): interpretato da John Nolan ed Emrhys Cooper (da giovane), doppiato da Carlo Reali e Paolo De Santis (da giovane).
È il direttore operativo di Decima, una società con base a Shanghai, ed un ex agente dell'MI6. Decima è la società che ha preso il portatile che Reese e Stanton erano stati mandati a recuperare a Ordos, una città nel mezzo della Cina, e dai dati nel portatile ne ricaverà un virus che ha il compito di infettare un bersaglio ben preciso: la Macchina. Nel 2010 è interessato ad ottenere il laptop di Daniel Casey, che ha usato per testare i limiti della Macchina.[23] Successivamente, incontra Kara Stanton in un ospedale (è stata ferita a causa di un attacco durante la missione a Ordos)[5] e Greer le propone di fare dei lavori per lei in cambio di informazioni sui responsabili dell'attacco durante la missione a Ordos.[44] Nello stesso anno, Greer recluta in modo anonimo Peter Brandt e lo incita a prendere il controllo di Vigilance, un'organizzazione che agisce contro la violazione della privacy. Greer attraverso un messaggio dice a Brandt che se vuole guidare Vigilance dovrà utilizzare l'alias "Peter Collier".[22] Lo scopo di Greer è quello di creare un nemico per il governo, così da abbandonare il progetto "Northern Lights". Nel 2013, Greer è in possesso del laptop di Casey che usa per infettare la Macchina con lo scopo di prenderne il controllo, infatti quando il virus avrà completamente infettato la Macchina, questa chiamerà un telefono pubblico e chi risponderà avrà accesso completo ai dati della Macchina per 24 ore. Decima non riuscirà ad accedere a quella telefonata perché saranno fermati da Root e Finch assieme a Reese e Shaw. Nell'episodio "Cavallo di Troia" si evince che Decima ha il controllo della Rylatech, un'azienda che fornisce apparecchi elettronici al governo. Nel 2014, uno dei suoi agenti andrà a rubare due drive di Samaritan, un sistema molto simile alla macchina.[45]. Per poter portare Samaritan online occorre un chip molto potente che è in possesso dell'NSA[24] e sei generatori che verranno rubati da un carico per una centrale idroelettrica in Iraq.[46]. Successivamente cercherà di proporre Samaritan al governo, dopo che Vigilance ha rivelato i fondi per un progetto sconosciuto di nome "Northern Lights".[32] Il governo decide di testare Samaritan dandogli l'accesso ai dati dell'NSA in una zona limitata, New York City per 24 ore. Greer utilizza questo beta test sia per trovare dei terroristi per dimostrare al governo le capacità del suo sistema sia per rintracciare Harold Finch che rappresenta una minaccia per Samaritan: Greer arriverà a lui attraverso la sua ex-fidanzata, Grace Hendricks.[14] Verrà rapito da Vigilance assieme a Harold Finch, Ross Garrison, Controllo e Manuel Rivera e portato in un edificio che Vigilance usa come tribunale per processare quelli che crede i responsabili della violazione della privacy.[22] Si scoprirà che Vigilance è stata creata da Decima per dimostrare le vulnerabilità del sistema di Finch e per permettere a Samaritan di andare online. Dopo essere stati liberati dagli uomini di Decima, Garrison e Controllo assicurano a Greer che avrà i dati dell'NSA in meno di un'ora: Greer utilizzerà i dati per uccidere tutti i membri di Vigilance e per trovare Reese, Finch, Shaw, Root e il suo team di hacker, ma non riuscirà a trovarli a causa di un codice inserito in 7 server di Samaritan dal team di Root per non rintracciare delle identità appositamente create per quelle persone.[36]
- Kara Stanton (stagioni 1–3, 5): interpretata da Annie Parisse, doppiata da Claudia Catani.
È un'agente della CIA e l'ex partner di Reese che la CIA crede morta. Dopo la missione in Cina in cui si crede sia morta[5] viene salvata e assoldata dalla Decima Technologies in cambio di informazioni sul virus che fu mandata a recuperare.[44] Nel ventesimo episodio della prima stagione riesce a soggiogare l'agente Snow sparandogli alla gamba destra durante un'irruzione e a renderlo suo complice imbottendo di esplosivo il vestito che indossa, pronta a farlo esplodere con un comando a distanza se non avesse obbedito alle sue richieste.[5] Ha avuto una storia di sesso con il suo partner Reese. Nell'episodio "Calcolo della mortalità" Snow si lascia esplodere entrando nella macchina di Kara uccidendo entrambi.
- Jeremy Lambert (stagioni 3–5): interpretato da Julian Ovenden, doppiato da Simone D'Andrea (3x16) e Alessio Cigliano (stagioni 4-5).
È il principale agente operativo di Decima. Nel 2010 è capo della squadra che tenta di ottenere il portatile di Daniel Casey, che l'ha utilizzato per violare i sistemi di sicurezza della Macchina.[23] Nel 2014 salva Greer da Vigilance e sotto ordine di quest'ultimo uccide Peter Collier.[36] Successivamente aiuterà Samaritan ad ottenere un dialogo con la Macchina, prima impedendo che Rachel Farrow, una donna che viene abusata dal marito, si faccia giustizia privata e poi dando l'indirizzo a Root della scuola dove studia Gabriel Hayward, l'avatar di Samaritan.[47] Lambert farà parte del team che cercherà di uccidere Reese, Finch, Root e Fusco all'interno del palazzo della Borsa di Wall Street.[48] Muore nell'ottavo episodio della quinta stagione, ucciso da Sameen.
- Virgil (stagione 3): interpretato da Daniel K. Isaac, doppiato da Emanuele Ruzza.
Virgil è un tecnico di Decima ed è uno dei primi a vedere Samaritan attivato. Si suicida su ordine di Greer dopo che è stato catturato da Reese e Shaw.
- Zachary (stagioni 3–5): interpretato da Robert Manning Jr..
Zachary è l'agente di Decima responsabile del rapimento di Grace Hendricks.[14]
- Martine Rousseau (stagione 4): interpretata da Cara Buono, doppiata da Maura Cenciarelli.
È una risorsa di Samaritan: si occupa di uccidere le possibili minacce al sistema.[1] Martine non sembra sia una dipendente di Decima: infatti nell'episodio "I voti spariti" dove incontra Greer, gli parla come se fosse al suo pari, ovvero una risorsa di Samaritan e non il suo datore di lavoro. In seguito si occuperà di trovare ed uccidere Shaw che però le sfuggirà. Martine farà parte del team che cercherà di uccidere Reese, Finch, Root e Fusco all'interno del palazzo della Borsa di Wall Street e che alla fine colpirà fatalmente Shaw.[48] Verrà uccisa da Root nell'episodio "Il manicomio" spezzandole il collo, dopo diversi combattimenti tra loro.
- Claire Mahoney (stagione 4): interpretata da Quinn Shephard, doppiata da Erica Necci.
Claire è una brillante studentessa universitaria che in seguito alla morte dei genitori cerca di dare un significato alla sua vita. Claire finirà nella caccia al tesoro orchestrata da Samaritan per reclutare nuove risorse: finirà per mettersi nei guai e verrà tenuta d'occhio da Finch. Dopo che quest'ultimo capisce il gioco di Samaritan, mette in guardia Claire, ma lei non gli darà ascolto e riuscirà ad arrivare alla fine del gioco, diventando una risorsa di Samaritan.[49] Successivamente cercherà di entrare in possesso del portatile di Finch, facendogli credere di essere dalla sua parte, ma quando lui scoprirà il suo gioco, lei lo rapirà: Finch riuscirà a salvarsi solo grazie all'aiuto di Root, ma Claire riesce a prendere il portatile, dove Finch ha nascosto un tracciatore, che però verrà rilevato dagli agenti di Samaritan.[50]
- Flint (stagione 4): interpretato da Louis Lourens.
Flint è l'agente di Decima che si occupa dell'algoritmo programmato da Elizabeth Bridges. Il suo nome viene pronunciato per la prima volta nell'episodio "Il piano di Finch" e prima di allora veniva identificato come "Samaritan Representative".
- Gabriel Hayward (stagioni 4–5): interpretato da Oakes Fegley.
È l'avatar di Samaritan, il corrispettivo di Root per la Macchina. Gabriel ha 10 anni e compare per la prima volta nell'episodio "Guerra fredda" dove si confronta nella sua scuola con Root, che fa le veci della Macchina, discutendo della loro "guerra fredda" e dell'imminente presa di potere di Samaritan. Pur essendo l'avatar di Samaritan, Gabriel sembra non avere alcun contatto con Decima.
- Travers (stagioni 4–5): interpretato da Michael Potts, doppiato da Gerolamo Alchieri (stagione 4).
È un agente di Samaritan che svolge il ruolo di intermediario tra Greer e l'ISA. Nella quinta stagione andrà a ricoprire il ruolo di Controllo.
- Martin LeRoux (stagione 5): interpretato da David Aaron Baker, doppiato da Nino Prester.
È un agente di Samaritan infiltrato nell'FBI.
- Jeffrey "Jeff" Blackwell (stagione 5): interpretato da Joshua Close, doppiato da Paolo De Santis.
È un pregiudicato che viene reclutato da Samaritan nel secondo episodio della quinta stagione. Non è a conoscenza di lavorare per Samaritan e per questo si pone molte domande sulle richieste che le vengono fatte dal suo supervisore, Mona.
- Mona (stagione 5): interpretata da LaChanze, doppiata da Roberta Pellini.
Agente di Samaritan che si occupa del reclutamento e della gestione delle operazioni. È stata lei a reclutare Jeff Blackwell ed è il suo supervisore.
- Stewart (stagione 5): interpretato da Brian J. Carter.
È un tecnico medico che lavora per Samaritan. Si occupa delle simulazioni oniriche con la quale Samaritan tenta di fare il lavaggio del cervello a Shaw.
- Briggs (stagione 5): interpretata da Kim Ramirez.
È un'infermiera che lavora per Samaritan. Si occupa di tenere sotto controllo Sameen Shaw durante la sua prigionia.

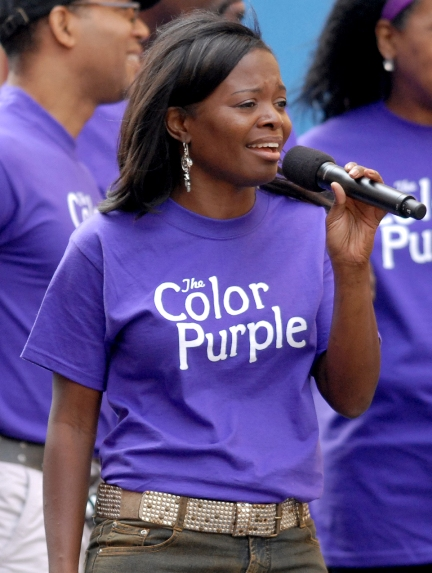
LaChanze interpreta Mona

#### Vigilance
L'organizzazione nota come "Vigilance" ha lo scopo di ripristinare la privacy per i cittadini e allo stesso tempo di punire chi dà la propria privacy per scontata. Questa organizzazione è composta da migliaia di persone, prevalentemente hacker. Il nome "Vigilance" è tratto da un motto di Thomas Jefferson: "Eternal vigilance is the price of liberty". Non a caso Vigilance ha preso più volte spunto dalla rivoluzione americana: ad esempio alcuni membri di Vigilance hanno utilizzato dei nomi di alcuni ufficiali come alias.
Nell'ultimo episodio della terza stagione si scopre che Vigilance è stata creata da Decima per poter convincere il governo ad adottare un nuovo sistema di sorveglianza, Samaritan, e dopo che quest'ultimo va online tutti i membri di Vigilance vengono uccisi dagli agenti di Decima sulle informazioni fornitogli da Samaritan.
- Peter Collier (stagione 3): interpretato da Leslie Odom Jr., doppiato da Andrea Lavagnino.
È l'uomo che è a capo di Vigilance. Il suo vero nome è Peter Brandt. Compare per la prima volta nell'episodio "Niente da nascondere" dove è sotto copertura nella Riverton, una grande azienda di vendita al dettaglio, per avvicinarsi a Wayne Kruger, un broker che lavora con i dati di tutti: Collier farà tornare a galla tutti i crimini e le malefatte di Kruger, causandogli la perdita del lavoro e la fine del suo matrimonio. Alla fine ucciderà Kruger dicendogli che deve prendere la morte come una "lezione" per tutto quello che ha fatto. Nell'episodio "Mors Praematura" si scopre che Collier tiene a tenere l'operazione nascosta e ad uccidere chiunque sappia qualcosa al riguardo. Nell'episodio "Lethe, l'oblio" tenta di scoprire informazioni su Samaritan, un sistema molto simile alla macchina, da Arthur Claypool, l'ingegnere che l'ha creato. Nell'episodio successivo tenta di prendere i drive per far luce sui crimini del governo, ma viene fermato da Shaw, Finch, Reese e Fusco. Ricompare nell'episodio "Il chip" dove mettono in pericolo la vita di Cyrus Wells dopo aver intercettato una chiamata di Decima. Nell'episodio "Ad un passo dal baratro" uccidono un'impiegata del Governo per arrivare a dei documenti di contabilità, i quali evidenziano il progetto "Northern Lights", ovvero il progetto delle operazioni dell'ISA. Vigilance riuscirà a rendere pubblico il documento e ciò costringerà Garrison e Controllo a chiudere la loro connessione con la Macchina, visto che ora tutta l'America sa che il Governo li spia.
- Jefferson (stagione 3): interpretata da Diane Davis.
È un membro della Vigilance che svolge il ruolo di giudice (con l'alias "Madison") nel processo organizzato dalla Vigilance contro il governo degli Stati Uniti. Viene uccisa da agenti di polizia per opera di Samaritan.

#### La Fratellanza
La Fratellanza (The Brotherhood in lingua originale) è l'organizzazione criminale che ha sostituito l'HR nel traffico di droga: il boss di tale organizzazione è Dominic, un individuo che pochi hanno conosciuto di persona.
- Dominic Besson (stagione 4): interpretato da Winston Duke, doppiato da Matteo Liofredi.
Dominic Besson,[51] noto semplicemente come Dominic, è il boss della Fratellanza. Dopo essersi ferito in uno scontro a fuoco contro gli armeni, a causa di una trattativa andata male, va in un'ambulanza per curarsi e finisce sotto minaccia di Shaw: per non destare sospetti dice a Shaw di chiamarsi "Mini". Shaw lo porta in uno scantinato dove lo tortura per sapere chi sia Dominic e lui, per uscire da questa situazione, la porta in una lavanderia dove veniva smistata la droga: dopo aver contrattato con Link, lo lascia lì. Successivamente incontra Link e gli dice che Reese e Shaw diventano sempre più un problema per i loro affari. In seguito Dominic è interessato a un carico di armi provenienti da Chicago: questo porterà a uno scontro tra la Fratellanza e Elias, con la vittoria di quest'ultimo con l'aiuto di Reese e Shaw. Alla fine dello scontro, Elias e Dominic si incontrano: Dominic lo accusa di intralciare i suoi affari ma Elias gli risponde che non stava intralciando i suoi affari, ma stava soltanto portando avanti i suoi. Morirà durante la "Correzione" di Samaritan.
- Lincoln "Link" Cordell (stagione 4): interpretato da Jamie Hector, doppiato da Simone Crisari.
Link è il secondo in comando. Cercherà di costruire una nuova rete per le telecomunicazioni, in modo da non essere rintracciati dalla polizia: per farlo minacceranno Alì, un commerciante egiziano che ha un negozio di elettronica, ma lui proverà ad ucciderli invano, così rapiranno suo figlio. Con l'aiuto di Reese, Finch, Shaw e Elias (che si è alleato con John perché lui non può più esporsi a causa di Samaritan) Alì rivedrà suo figlio e i membri della Fratellanza che stavano ricevendo il carico di droga saranno arrestati, Link compreso.[1] Link ritornerà in libertà grazie a Dominic e riprenderà il suo ruolo nell'organizzazione.[52] Verrà ucciso da Dominic, che crede che lui sia la spia all'interno della sua organizzazione in base all'informazione che ha estorto a Elias, ma in realtà era solo uno stratagemma di quest'ultimo per vendicare la morte di Anthony Marconi.[51]
- Floyd (stagione 4): interpretata da Jessica Pimentel, doppiata da Alessandra Cassioli.
È un membro di alto rango della Fratellanza. Aiuta Dominic nel suo piano per ottenere informazioni preziose su Elias e la sua organizzazione dal database NYPD.[25] Rapisce, inoltre, Trey Wender quando Harper Rose ruba i soldi della droga appartenenti alla Fratellanza.[20]
- Garcia (stagioni 3–4): interpretato da Luis Da Silva Jr., doppiato da Gabriele Lopez (stagione 4).
È un teppista e leader dei Trinitarios. Fa la sua apparizione per la prima volta nell'episodio L'ultima notte, con l'intento di uccidere Reese su ordine dell'HR. In seguito ricompare come un associato della Fratellanza che però viene fatto uccidere da Dominic per avergli disubbidito.

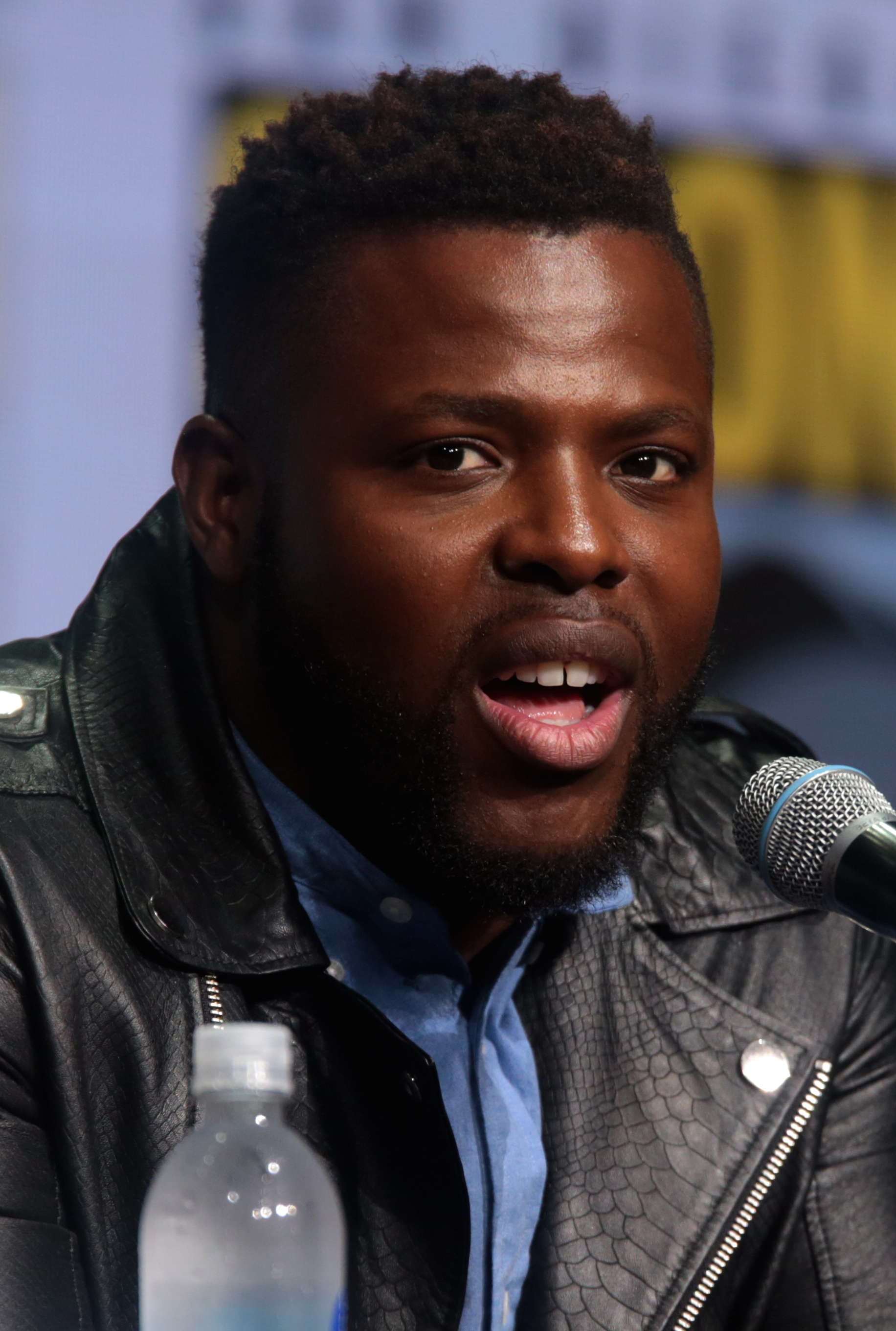
Winston Duke interpreta Dominic Besson
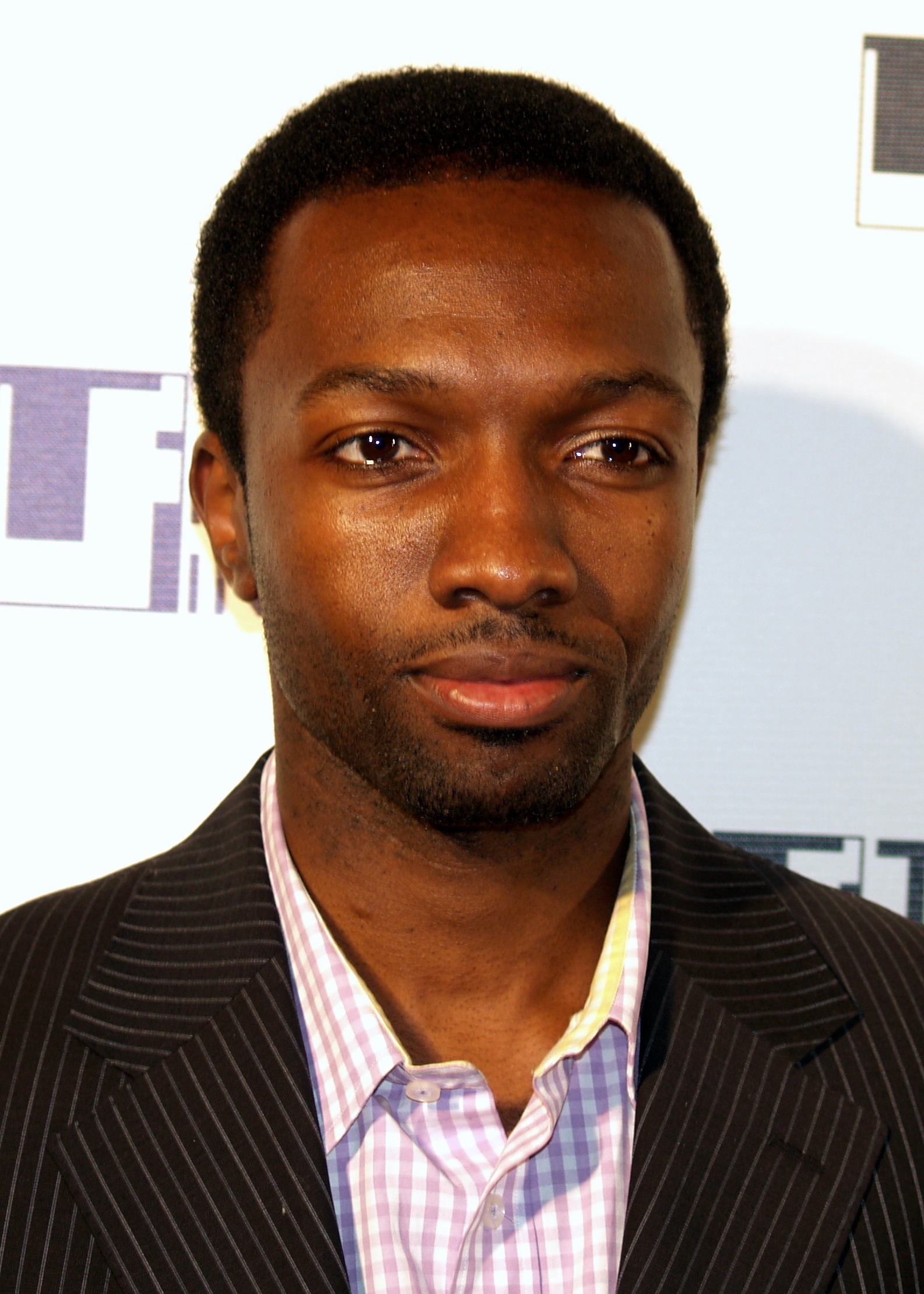
Jamie Hector interpreta Link Cordell

#### Delinquenti minori
I seguenti personaggi sono criminali che operano in solitudine o individui affiliati a organizzazioni malavitose non di spicco.
- Peter Arndt (stagione 1): interpretato da Jonno Roberts, doppiato da Roberto Certomà.
Era il marito di Jessica Arndt, l'ex fidanzata di John Reese. Il matrimonio fra Peter e Jessica non è felice e l'uomo uccide accidentalmente la moglie durante una delle loro numerose liti. Peter decide di nascondere il fatto inscenando un finto incidente stradale. In seguito, Reese ha scoperto la verità e ha probabilmente fatto rinchiudere Peter in una prigione messicana o lo ha ucciso.[6]
- Byron (stagione 2): interpretato da Terry Serpico, doppiato da Andrea Lavagnino.
È un esponente della Fratellanza Ariana (Aryan Brotherhood in lingua originale), un'organizzazione criminale composta da seguaci del nazismo. È inoltre l'ex padrone di Bear, e ha cercato di uccidere Leon Tao dopo che ha perso 8.000 dollari. In seguito si scopre che è tenuto prigioniero nella prigione di Rikers per colpa di John.
- Wayne Packer (stagione 2): interpretato da Creighton James, doppiato da Marco Vivio.
È il leader del gruppo dei tre mercenari che lavorano per Philip Chapple.[53] Dopo essere stato arrestato con i suoi complici viene interrogato a Rikers dall'agente Donnelly: Charles Macavoy, un suo complice, ha sostenuto che fosse lui "l'uomo con la giacca". Donnelly quindi lo arresta e rilascia Reese.[26]
- Charles Macavoy (stagione 2): interpretato da Brendan Griffin, doppiato da Simone Crisari.
Charles Macavoy è un membro del gruppo di mercenari guidato da Wayne Packer che sono stati arrestati con l'accusa di essere "l'uomo con la giacca".[53] A Rikers, era pronto a consegnare Reese in cambio dell'immunità, ma Finch lo ha minacciato per telefono, ricattandolo e lui fu costretto a cambiare idea, sostenendo che il suo complice, Wayne Packer fosse "l'uomo con la giacca".[26]
- Brian Kelly (stagione 2): interpretato da James Knight.
Brian Kelly era un membro del gruppo di mercenari guidato da Wayne Packer che sono stati arrestati con l'accusa di essere "l'uomo con la giacca".[53] A Rikers, è stato interrogato dalla detective Carter insieme ai suoi complici e Reese. Tutto ciò che ha detto durante l'interrogatorio è stato ascoltato dall'agente Donnelly che ha concluso che non fosse "l'uomo con la giacca". Nella sua cella, è stato ucciso da Hersh, che aveva il compito di eliminare l'uomo con la giacca.[26]
- Ronald Carmichael (stagione 3): interpretato da Bruce Altman, doppiato da Gianni Giuliano.
È lo psichiatra che ha in cura Root all'inizio della terza stagione, il quale priva la hacker del cellulare con cui ella comunica alla Macchina. L'IA, tuttavia, rivela a Root che l'uomo ha compiuto impunemente diversi crimini, come truccare il proprio test di ammissione all'ordine dei medici e andare a letto con delle pazienti, e la donna sfrutta queste informazioni per costringere il medico a restituirle il cellulare.
- La Voce (stagioni 3, 5): interpretato da Neal Huff, doppiato da Gaetano Varcasia (stagione 3) e Riccardo Scarafoni (stagione 5).
Compare per la prima volta nell'episodio Ultima chiamata dove fa rapire un bambino per costringere un'operatrice della polizia a eliminare una chiamata d'emergenza che incastrerebbe i suoi clienti. Nella quinta stagione s'infiltra nel distretto di Reese e Fusco per uccidere Amir Sadeek, un suo collaboratore che ha scoperto la sua identità. Verrà ucciso da Elias.[54]
- Katya Rodchenko (stagione 4): interpretata da Faina Reinhardt, doppiata da Cinzia Villari.
È una ladra che faceva parte della banda di rapinatori guidata da Tomas Koroa, la "persona d'interesse" dell'episodio L'onore dei criminali. Dopo essere stata arrestata, viene interrogata da Martine Rousseau, la quale riesce a rintracciare Shaw anche grazie alle sue informazioni.

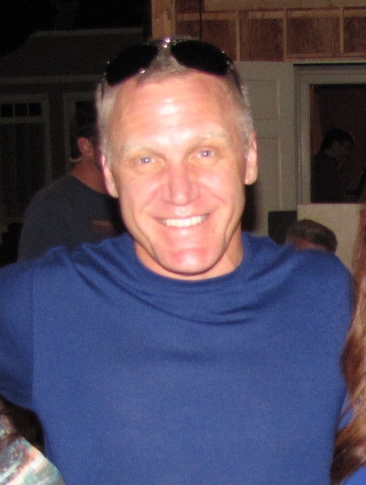
Terry Serpico interpreta Byron